# Danh sách cầu thủ tham dự Giải vô địch bóng đá thế giới 2014
Mỗi đội tuyển tham gia Giải vô địch bóng đá thế giới 2014 tổ chức tại Brasil từ ngày 12 tháng 6 đến ngày 13 tháng 7 năm 2014 có quyền đăng ký 23 cầu thủ, trong đó có tối thiểu 3 thủ môn. Chỉ những cầu thủ có tên trong danh sách này mới có quyền tham gia giải đấu.
Danh sách dự kiến 30 cầu thủ sẽ được nộp cho FIFA trễ nhất vào ngày 13 tháng 5 năm 2014. FIFA đã công bố danh sách 30 người này trên trang thông tin điện tử của tổ chức này vào ngày 16 tháng 5 năm 2014.
Sau cùng, danh sách chính thức 23 cầu thủ sẽ nộp cho FIFA trễ nhất vào ngày 2 tháng 6 năm 2014. FIFA sẽ công bố danh sách chính thức này trên trang thông tin điện tử của tổ chức này vào ngày 5 tháng 6 năm 2014.
Trong trường hợp chấn thương vào phút chót, các đội tuyển có thể thay đổi danh sách chậm nhất là vào 24 giờ trước trận đấu khai mạc giải. Số lần khoác áo của mỗi cầu thủ tính tại thời điểm đăng ký.

## Bảng A

### Brasil
Huấn luyện viên trưởng:  Luiz Felipe Scolari
| Số | Vt | Cầu thủ          | Ngày sinh (tuổi)            | Số trận | Câu lạc bộ             |
| -- | -- | ---------------- | --------------------------- | ------- | ---------------------- |
| 1  | TM | Jefferson        | 2 tháng 1, 1983 (31 tuổi)   | 9       | Botafogo               |
| 2  | HV | Daniel Alves     | 6 tháng 5, 1983 (31 tuổi)   | 73      | Barcelona              |
| 3  | HV | Thiago Silva (c) | 22 tháng 9, 1984 (29 tuổi)  | 45      | Paris Saint-Germain    |
| 4  | HV | David Luiz       | 22 tháng 4, 1987 (27 tuổi)  | 34      | Paris Saint- German    |
| 5  | TV | Fernandinho      | 4 tháng 5, 1985 (29 tuổi)   | 6       | Manchester City        |
| 6  | HV | Marcelo          | 12 tháng 5, 1988 (26 tuổi)  | 29      | Real Madrid            |
| 7  | TĐ | Hulk             | 25 tháng 7, 1986 (27 tuổi)  | 33      | Zenit Saint Petersburg |
| 8  | TV | Paulinho         | 25 tháng 7, 1988 (25 tuổi)  | 25      | Tottenham Hotspur      |
| 9  | TĐ | Fred             | 3 tháng 10, 1983 (30 tuổi)  | 31      | Fluminense             |
| 10 | TĐ | Neymar           | 5 tháng 2, 1992 (22 tuổi)   | 47      | Barcelona              |
| 11 | TV | Oscar            | 9 tháng 9, 1991 (22 tuổi)   | 29      | Chelsea                |
| 12 | TM | Júlio César      | 3 tháng 9, 1979 (34 tuổi)   | 78      | Toronto FC             |
| 13 | HV | Dante            | 18 tháng 10, 1983 (30 tuổi) | 11      | Bayern Munich          |
| 14 | HV | Maxwell          | 27 tháng 8, 1981 (32 tuổi)  | 7       | Paris Saint-Germain    |
| 15 | HV | Henrique         | 14 tháng 10, 1986 (27 tuổi) | 4       | Napoli                 |
| 16 | TV | Ramires          | 24 tháng 3, 1987 (27 tuổi)  | 41      | Chelsea                |
| 17 | TV | Luiz Gustavo     | 23 tháng 7, 1987 (26 tuổi)  | 17      | VfL Wolfsburg          |
| 18 | TV | Hernanes         | 29 tháng 5, 1985 (29 tuổi)  | 23      | Internazionale         |
| 19 | TV | Willian          | 9 tháng 8, 1988 (25 tuổi)   | 5       | Chelsea                |
| 20 | TV | Bernard          | 8 tháng 9, 1992 (21 tuổi)   | 10      | Shakhtar Donetsk       |
| 21 | TĐ | Jô               | 20 tháng 3, 1987 (27 tuổi)  | 15      | Atlético Mineiro       |
| 22 | TM | Victor           | 21 tháng 1, 1983 (31 tuổi)  | 6       | Atlético Mineiro       |
| 23 | HV | Maicon           | 26 tháng 7, 1981 (32 tuổi)  | 70      | Roma                   |

### Cameroon
Huấn luyện viên trưởng:  Volker Finke
| Số | Vt | Cầu thủ             | Ngày sinh (tuổi)            | Số trận | Câu lạc bộ          |
| -- | -- | ------------------- | --------------------------- | ------- | ------------------- |
| 1  | TM | Loïc Feudjou        | 14 tháng 4, 1992 (22 tuổi)  | 2       | Coton Sport         |
| 2  | HV | Benoît Assou-Ekotto | 24 tháng 3, 1984 (30 tuổi)  | 22      | Queens Park Rangers |
| 3  | HV | Nicolas N'Koulou    | 27 tháng 3, 1990 (24 tuổi)  | 48      | Marseille           |
| 4  | HV | Cédric Djeugoué     | 28 tháng 8, 1992 (21 tuổi)  | 3       | Coton Sport         |
| 5  | HV | Dany Nounkeu        | 11 tháng 4, 1986 (28 tuổi)  | 16      | Beşiktaş            |
| 6  | TV | Alex Song           | 9 tháng 9, 1987 (26 tuổi)   | 47      | Barcelona           |
| 7  | TV | Landry N'Guémo      | 28 tháng 11, 1985 (28 tuổi) | 40      | Bordeaux            |
| 8  | TĐ | Benjamin Moukandjo  | 12 tháng 11, 1988 (25 tuổi) | 17      | Nancy               |
| 9  | TĐ | Samuel Eto'o (c)    | 10 tháng 3, 1981 (33 tuổi)  | 117     | Chelsea             |
| 10 | TĐ | Vincent Aboubakar   | 22 tháng 1, 1992 (22 tuổi)  | 24      | Lorient             |
| 11 | TV | Jean Makoun         | 29 tháng 5, 1983 (31 tuổi)  | 66      | Rennes              |
| 12 | HV | Henri Bedimo        | 4 tháng 6, 1984 (30 tuổi)   | 31      | Lyon                |
| 13 | TĐ | Maxim Choupo-Moting | 23 tháng 3, 1989 (25 tuổi)  | 26      | Mainz 05            |
| 14 | HV | Aurélien Chedjou    | 20 tháng 6, 1985 (28 tuổi)  | 31      | Galatasaray         |
| 15 | TĐ | Pierre Webó         | 20 tháng 1, 1982 (32 tuổi)  | 56      | Fenerbahçe          |
| 16 | TM | Charles Itandje     | 2 tháng 11, 1982 (31 tuổi)  | 9       | Konyaspor           |
| 17 | TV | Stéphane Mbia       | 20 tháng 5, 1986 (28 tuổi)  | 49      | Sevilla             |
| 18 | TV | Eyong Enoh          | 23 tháng 3, 1986 (28 tuổi)  | 38      | Antalyaspor         |
| 19 | TĐ | Fabrice Olinga      | 12 tháng 5, 1996 (18 tuổi)  | 8       | Zulte Waregem       |
| 20 | TV | Edgar Salli         | 17 tháng 8, 1992 (21 tuổi)  | 9       | Lens                |
| 21 | TV | Joël Matip          | 8 tháng 8, 1991 (22 tuổi)   | 23      | Schalke 04          |
| 22 | HV | Allan Nyom          | 10 tháng 5, 1988 (26 tuổi)  | 10      | Granada             |
| 23 | TM | Sammy N'Djock       | 25 tháng 2, 1990 (24 tuổi)  | 3       | Fethiyespor         |

### Croatia
Huấn luyện viên trưởng:  Niko Kovač
| Số | Vt | Cầu thủ             | Ngày sinh (tuổi)            | Số trận | Câu lạc bộ       |
| -- | -- | ------------------- | --------------------------- | ------- | ---------------- |
| 1  | TM | Stipe Pletikosa     | 8 tháng 1, 1979 (35 tuổi)   | 111     | Rostov           |
| 2  | HV | Šime Vrsaljko       | 10 tháng 1, 1992 (22 tuổi)  | 7       | Genoa            |
| 3  | HV | Danijel Pranjić     | 2 tháng 12, 1981 (32 tuổi)  | 50      | Panathinaikos    |
| 4  | TV | Ivan Perišić        | 2 tháng 2, 1989 (25 tuổi)   | 29      | VfL Wolfsburg    |
| 5  | HV | Vedran Ćorluka      | 5 tháng 2, 1986 (28 tuổi)   | 72      | Lokomotiv Moscow |
| 6  | HV | Dejan Lovren        | 5 tháng 7, 1989 (24 tuổi)   | 25      | Southampton      |
| 7  | TV | Ivan Rakitić        | 10 tháng 3, 1988 (26 tuổi)  | 62      | Sevilla          |
| 8  | TV | Ognjen Vukojević    | 20 tháng 12, 1983 (30 tuổi) | 55      | Dynamo Kyiv      |
| 9  | TĐ | Nikica Jelavić      | 27 tháng 8, 1985 (28 tuổi)  | 33      | Hull City        |
| 10 | TV | Luka Modrić         | 9 tháng 9, 1985 (28 tuổi)   | 75      | Real Madrid      |
| 11 | HV | Darijo Srna (c)     | 1 tháng 5, 1982 (32 tuổi)   | 112     | Shakhtar Donetsk |
| 12 | TM | Oliver Zelenika     | 14 tháng 5, 1993 (21 tuổi)  | 0       | Lokomotiva       |
| 13 | HV | Gordon Schildenfeld | 18 tháng 3, 1985 (29 tuổi)  | 21      | Panathinaikos    |
| 14 | TV | Marcelo Brozović    | 16 tháng 10, 1992 (21 tuổi) | 1       | Dinamo Zagreb    |
| 15 | TV | Milan Badelj        | 25 tháng 2, 1989 (25 tuổi)  | 9       | Hamburger SV     |
| 16 | TĐ | Ante Rebić          | 21 tháng 9, 1993 (20 tuổi)  | 5       | Fiorentina       |
| 17 | TĐ | Mario Mandžukić     | 21 tháng 5, 1986 (28 tuổi)  | 50      | Bayern Munich    |
| 18 | TĐ | Ivica Olić          | 14 tháng 9, 1979 (34 tuổi)  | 92      | VfL Wolfsburg    |
| 19 | TV | Sammir              | 23 tháng 4, 1987 (27 tuổi)  | 6       | Getafe           |
| 20 | TV | Mateo Kovačić       | 6 tháng 5, 1994 (20 tuổi)   | 10      | Internazionale   |
| 21 | HV | Domagoj Vida        | 29 tháng 4, 1989 (25 tuổi)  | 23      | Dynamo Kyiv      |
| 22 | TĐ | Eduardo             | 25 tháng 2, 1983 (31 tuổi)  | 63      | Shakhtar Donetsk |
| 23 | TM | Danijel Subašić     | 27 tháng 10, 1984 (29 tuổi) | 6       | AS Monaco        |

### Mexico
Huấn luyện viên trưởng:  Miguel Herrera
| Số | Vt | Cầu thủ                    | Ngày sinh (tuổi)            | Số trận | Câu lạc bộ        |
| -- | -- | -------------------------- | --------------------------- | ------- | ----------------- |
| 1  | TM | José de Jesús Corona       | 26 tháng 1, 1981 (33 tuổi)  | 34      | Cruz Azul         |
| 2  | HV | Francisco Javier Rodríguez | 20 tháng 10, 1981 (32 tuổi) | 95      | América           |
| 3  | HV | Carlos Salcido             | 2 tháng 4, 1980 (34 tuổi)   | 122     | UANL              |
| 4  | HV | Rafael Márquez (c)         | 13 tháng 2, 1979 (35 tuổi)  | 120     | León              |
| 5  | HV | Diego Reyes                | 19 tháng 9, 1992 (21 tuổi)  | 14      | Porto             |
| 6  | TV | Héctor Herrera             | 19 tháng 4, 1990 (24 tuổi)  | 13      | Porto             |
| 7  | HV | Miguel Layún               | 25 tháng 6, 1988 (25 tuổi)  | 15      | América           |
| 8  | TV | Marco Fabián               | 21 tháng 7, 1989 (24 tuổi)  | 15      | Cruz Azul         |
| 9  | TĐ | Raúl Jiménez               | 5 tháng 5, 1991 (23 tuổi)   | 25      | América           |
| 10 | TĐ | Giovani dos Santos         | 11 tháng 5, 1989 (25 tuổi)  | 76      | Villarreal        |
| 11 | TĐ | Alan Pulido                | 8 tháng 3, 1991 (23 tuổi)   | 6       | UANL              |
| 12 | TM | Alfredo Talavera           | 18 tháng 9, 1982 (31 tuổi)  | 14      | Toluca            |
| 13 | TM | Guillermo Ochoa            | 13 tháng 7, 1985 (28 tuổi)  | 59      | Ajaccio           |
| 14 | TĐ | Javier Hernández           | 1 tháng 6, 1988 (26 tuổi)   | 62      | Manchester United |
| 15 | HV | Héctor Moreno              | 17 tháng 1, 1988 (26 tuổi)  | 53      | Espanyol          |
| 16 | HV | Miguel Ángel Ponce         | 12 tháng 4, 1989 (25 tuổi)  | 8       | Toluca            |
| 17 | TV | Isaác Brizuela             | 28 tháng 8, 1990 (23 tuổi)  | 7       | Toluca            |
| 18 | HV | Andrés Guardado            | 28 tháng 9, 1986 (27 tuổi)  | 104     | Bayer Leverkusen  |
| 19 | TĐ | Oribe Peralta              | 12 tháng 1, 1984 (30 tuổi)  | 33      | Santos Laguna     |
| 20 | TV | Javier Aquino              | 11 tháng 2, 1990 (24 tuổi)  | 22      | Villarreal        |
| 21 | TV | Carlos Peña                | 29 tháng 3, 1990 (24 tuổi)  | 16      | León              |
| 22 | HV | Paul Aguilar               | 6 tháng 3, 1986 (28 tuổi)   | 30      | América           |
| 23 | TV | José Juan Vázquez          | 14 tháng 3, 1988 (26 tuổi)  | 5       | León              |

## Bảng B

### Úc
Huấn luyện viên trưởng:  Ange Postecoglou
| Số | Vt | Cầu thủ            | Ngày sinh (tuổi)            | Số trận | Câu lạc bộ               |
| -- | -- | ------------------ | --------------------------- | ------- | ------------------------ |
| 1  | TM | Mathew Ryan        | 8 tháng 4, 1992 (22 tuổi)   | 7       | Club Brugge              |
| 2  | HV | Ivan Franjic       | 10 tháng 9, 1987 (26 tuổi)  | 9       | Brisbane Roar            |
| 3  | HV | Jason Davidson     | 29 tháng 6, 1991 (22 tuổi)  | 7       | Heracles Almelo          |
| 4  | TĐ | Tim Cahill         | 6 tháng 12, 1979 (34 tuổi)  | 69      | New York Red Bulls       |
| 5  | TV | Mark Milligan      | 4 tháng 8, 1985 (28 tuổi)   | 29      | Melbourne Victory        |
| 6  | HV | Matthew Špiranović | 27 tháng 6, 1988 (25 tuổi)  | 18      | Western Sydney Wanderers |
| 7  | TĐ | Mathew Leckie      | 4 tháng 2, 1991 (23 tuổi)   | 8       | FSV Frankfurt            |
| 8  | HV | Bailey Wright      | 28 tháng 7, 1992 (21 tuổi)  | 0       | Preston North End        |
| 9  | TĐ | Adam Taggart       | 2 tháng 6, 1993 (21 tuổi)   | 5       | Newcastle Jets           |
| 10 | TV | Ben Halloran       | 14 tháng 6, 1992 (21 tuổi)  | 2       | Fortuna Düsseldorf       |
| 11 | TV | Tommy Oar          | 10 tháng 12, 1991 (22 tuổi) | 15      | Utrecht                  |
| 12 | TM | Mitchell Langerak  | 22 tháng 8, 1988 (25 tuổi)  | 3       | Borussia Dortmund        |
| 13 | TV | Oliver Bozanić     | 8 tháng 1, 1989 (25 tuổi)   | 3       | Luzern                   |
| 14 | TV | James Troisi       | 3 tháng 7, 1988 (25 tuổi)   | 11      | Melbourne Victory        |
| 15 | TV | Mile Jedinak (c)   | 3 tháng 8, 1984 (29 tuổi)   | 44      | Crystal Palace           |
| 16 | TV | James Holland      | 15 tháng 5, 1989 (25 tuổi)  | 14      | Austria Wien             |
| 17 | TV | Matt McKay         | 11 tháng 1, 1983 (31 tuổi)  | 47      | Brisbane Roar            |
| 18 | TM | Eugene Galeković   | 12 tháng 6, 1981 (33 tuổi)  | 8       | Adelaide United          |
| 19 | HV | Ryan McGowan       | 15 tháng 8, 1989 (24 tuổi)  | 9       | Shandong Luneng Taishan  |
| 20 | TV | Dario Vidošić      | 8 tháng 4, 1987 (27 tuổi)   | 23      | Sion                     |
| 21 | TV | Massimo Luongo     | 25 tháng 9, 1992 (21 tuổi)  | 1       | Swindon Town             |
| 22 | HV | Alex Wilkinson     | 13 tháng 8, 1984 (29 tuổi)  | 3       | Jeonbuk Hyundai Motors   |
| 23 | TV | Mark Bresciano     | 11 tháng 2, 1980 (34 tuổi)  | 74      | Al-Gharafa               |

### Chile
Huấn luyện viên trưởng:  Jorge Sampaoli
| Số | Vt | Cầu thủ               | Ngày sinh (tuổi)            | Số trận | Câu lạc bộ           |
| -- | -- | --------------------- | --------------------------- | ------- | -------------------- |
| 1  | TM | Claudio Bravo (c)     | 13 tháng 4, 1983 (31 tuổi)  | 79      | Real Sociedad        |
| 2  | HV | Eugenio Mena          | 18 tháng 7, 1988 (25 tuổi)  | 25      | Santos               |
| 3  | HV | Miiko Albornoz        | 3 tháng 11, 1990 (23 tuổi)  | 2       | Malmö FF             |
| 4  | TV | Mauricio Isla         | 12 tháng 6, 1988 (26 tuổi)  | 47      | Juventus             |
| 5  | TV | Francisco Silva       | 11 tháng 2, 1986 (28 tuổi)  | 12      | Osasuna              |
| 6  | TV | Carlos Carmona        | 21 tháng 2, 1987 (27 tuổi)  | 44      | Atalanta             |
| 7  | TĐ | Alexis Sánchez        | 19 tháng 12, 1988 (25 tuổi) | 67      | Barcelona            |
| 8  | TV | Arturo Vidal          | 22 tháng 5, 1987 (27 tuổi)  | 54      | Juventus             |
| 9  | TĐ | Mauricio Pinilla      | 4 tháng 2, 1984 (30 tuổi)   | 27      | Cagliari             |
| 10 | TV | Jorge Valdívia        | 3 tháng 10, 1983 (30 tuổi)  | 57      | Palmeiras            |
| 11 | TĐ | Eduardo Vargas        | 20 tháng 11, 1989 (24 tuổi) | 30      | Valencia             |
| 12 | TM | Cristopher Toselli    | 22 tháng 6, 1988 (25 tuổi)  | 4       | Universidad Católica |
| 13 | HV | José Rojas            | 3 tháng 6, 1983 (31 tuổi)   | 19      | Universidad de Chile |
| 14 | TV | Fabián Orellana       | 27 tháng 1, 1986 (28 tuổi)  | 26      | Celta Vigo           |
| 15 | TV | Jean Beausejour       | 3 tháng 6, 1984 (30 tuổi)   | 59      | Wigan Athletic       |
| 16 | TV | Felipe Gutiérrez      | 8 tháng 10, 1990 (23 tuổi)  | 18      | Twente               |
| 17 | HV | Gary Medel            | 3 tháng 8, 1987 (26 tuổi)   | 61      | Cardiff City         |
| 18 | HV | Gonzalo Jara          | 29 tháng 8, 1985 (28 tuổi)  | 65      | Nottingham Forest    |
| 19 | TV | José Pedro Fuenzalida | 22 tháng 2, 1985 (29 tuổi)  | 23      | Colo-Colo            |
| 20 | TV | Charles Aránguiz      | 17 tháng 4, 1989 (25 tuổi)  | 21      | Internacional        |
| 21 | TV | Marcelo Díaz          | 30 tháng 12, 1986 (27 tuổi) | 21      | Basel                |
| 22 | TĐ | Esteban Paredes       | 1 tháng 8, 1980 (33 tuổi)   | 35      | Colo-Colo            |
| 23 | TM | Johnny Herrera        | 9 tháng 5, 1981 (33 tuổi)   | 8       | Universidad de Chile |

### Hà Lan
Huấn luyện viên trưởng:  Louis van Gaal
| Số | Vt | Cầu thủ              | Ngày sinh (tuổi)            | Số trận | Câu lạc bộ        |
| -- | -- | -------------------- | --------------------------- | ------- | ----------------- |
| 1  | TM | Jasper Cillessen     | 22 tháng 4, 1989 (25 tuổi)  | 7       | Ajax              |
| 2  | HV | Ron Vlaar            | 16 tháng 2, 1985 (29 tuổi)  | 23      | Aston Villa       |
| 3  | HV | Stefan de Vrij       | 5 tháng 2, 1992 (22 tuổi)   | 11      | Feyenoord         |
| 4  | HV | Bruno Martins Indi   | 8 tháng 2, 1992 (22 tuổi)   | 15      | Feyenoord         |
| 5  | HV | Daley Blind          | 9 tháng 3, 1990 (24 tuổi)   | 11      | Ajax              |
| 6  | TV | Nigel de Jong        | 13 tháng 11, 1984 (29 tuổi) | 70      | Milan             |
| 7  | HV | Daryl Janmaat        | 22 tháng 7, 1989 (24 tuổi)  | 15      | Feyenoord         |
| 8  | TV | Jonathan de Guzmán   | 13 tháng 9, 1987 (26 tuổi)  | 10      | Swansea City      |
| 9  | TĐ | Robin van Persie (C) | 6 tháng 8, 1983 (30 tuổi)   | 84      | Manchester United |
| 10 | TV | Wesley Sneijder      | 9 tháng 6, 1984 (30 tuổi)   | 98      | Galatasaray       |
| 11 | TV | Arjen Robben         | 23 tháng 1, 1984 (30 tuổi)  | 74      | Bayern Munich     |
| 12 | HV | Paul Verhaegh        | 1 tháng 9, 1983 (30 tuổi)   | 2       | FC Augsburg       |
| 13 | HV | Joël Veltman         | 15 tháng 1, 1992 (22 tuổi)  | 2       | Ajax              |
| 14 | HV | Terence Kongolo      | 14 tháng 2, 1994 (20 tuổi)  | 1       | Feyenoord         |
| 15 | TĐ | Dirk Kuyt            | 22 tháng 7, 1980 (33 tuổi)  | 98      | Fenerbahçe        |
| 16 | TV | Jordy Clasie         | 27 tháng 6, 1991 (22 tuổi)  | 8       | Feyenoord         |
| 17 | TĐ | Jeremain Lens        | 24 tháng 11, 1987 (26 tuổi) | 21      | Dynamo Kyiv       |
| 18 | TV | Leroy Fer            | 5 tháng 1, 1990             | 5       | Norwich City      |
| 19 | TĐ | Klaas-Jan Huntelaar  | 12 tháng 8, 1983 (30 tuổi)  | 61      | Schalke 04        |
| 20 | TV | Georginio Wijnaldum  | 11 tháng 11, 1990 (23 tuổi) | 4       | PSV Eindhoven     |
| 21 | TV | Memphis Depay        | 13 tháng 2, 1994 (20 tuổi)  | 6       | PSV Eindhoven     |
| 22 | TM | Michel Vorm          | 3 tháng 10, 1983 (30 tuổi)  | 14      | Swansea City      |
| 23 | TM | Tim Krul             | 3 tháng 4, 1988 (26 tuổi)   | 5       | Newcastle United  |

### Tây Ban Nha
Huấn luyện viên trưởng:  Vicente del Bosque
| Số | Vt | Cầu thủ           | Ngày sinh (tuổi)            | Số trận | Câu lạc bộ        |
| -- | -- | ----------------- | --------------------------- | ------- | ----------------- |
| 1  | TM | Iker Casillas (c) | 20 tháng 5, 1981 (33 tuổi)  | 154     | Real Madrid       |
| 2  | HV | Raúl Albiol       | 4 tháng 9, 1985 (28 tuổi)   | 46      | Napoli            |
| 3  | HV | Gerard Piqué      | 2 tháng 2, 1987 (27 tuổi)   | 60      | Barcelona         |
| 4  | TV | Javi Martínez     | 2 tháng 9, 1988 (25 tuổi)   | 17      | Bayern Munich     |
| 5  | HV | Juanfran          | 9 tháng 1, 1985 (29 tuổi)   | 8       | Atlético Madrid   |
| 6  | TV | Andrés Iniesta    | 11 tháng 5, 1984 (30 tuổi)  | 97      | Barcelona         |
| 7  | TĐ | David Villa       | 3 tháng 12, 1981 (32 tuổi)  | 96      | Atlético Madrid   |
| 8  | TV | Xavi              | 25 tháng 1, 1980 (34 tuổi)  | 132     | Barcelona         |
| 9  | TĐ | Fernando Torres   | 20 tháng 3, 1984 (30 tuổi)  | 107     | Chelsea           |
| 10 | TV | Cesc Fàbregas     | 4 tháng 5, 1987 (27 tuổi)   | 89      | Barcelona         |
| 11 | TĐ | Pedro             | 28 tháng 7, 1987 (26 tuổi)  | 40      | Barcelona         |
| 12 | TM | David de Gea      | 7 tháng 11, 1990 (23 tuổi)  | 1       | Manchester United |
| 13 | TV | Juan Mata         | 28 tháng 4, 1988 (26 tuổi)  | 33      | Manchester United |
| 14 | TV | Xabi Alonso       | 25 tháng 11, 1981 (32 tuổi) | 111     | Real Madrid       |
| 15 | HV | Sergio Ramos      | 30 tháng 3, 1986 (28 tuổi)  | 117     | Real Madrid       |
| 16 | TV | Sergio Busquets   | 16 tháng 7, 1988 (25 tuổi)  | 65      | Barcelona         |
| 17 | TV | Koke              | 8 tháng 1, 1992 (22 tuổi)   | 8       | Atlético Madrid   |
| 18 | HV | Jordi Alba        | 21 tháng 3, 1989 (25 tuổi)  | 26      | Barcelona         |
| 19 | TĐ | Diego Costa       | 7 tháng 10, 1988 (25 tuổi)  | 2       | Atlético Madrid   |
| 20 | TV | Santi Cazorla     | 13 tháng 12, 1984 (29 tuổi) | 64      | Arsenal           |
| 21 | TV | David Silva       | 8 tháng 1, 1986 (28 tuổi)   | 80      | Manchester City   |
| 22 | HV | César Azpilicueta | 28 tháng 8, 1989 (24 tuổi)  | 6       | Chelsea           |
| 23 | TM | Pepe Reina        | 31 tháng 8, 1982 (31 tuổi)  | 32      | Napoli            |

## Bảng C

### Colombia
Huấn luyện viên trưởng:  José Pékerman
| Số | Vt | Cầu thủ                 | Ngày sinh (tuổi)            | Số trận | Câu lạc bộ        |
| -- | -- | ----------------------- | --------------------------- | ------- | ----------------- |
| 1  | TM | David Ospina            | 31 tháng 8, 1988 (25 tuổi)  | 43      | Nice              |
| 2  | HV | Cristián Zapata         | 30 tháng 9, 1986 (27 tuổi)  | 22      | Milan             |
| 3  | HV | Mario Yepes (c)         | 13 tháng 1, 1976 (38 tuổi)  | 97      | Atalanta          |
| 4  | HV | Santiago Arias          | 13 tháng 1, 1992 (22 tuổi)  | 6       | PSV               |
| 5  | TV | Carlos Carbonero        | 25 tháng 7, 1990 (23 tuổi)  | 1       | River Plate       |
| 6  | TV | Carlos Sánchez          | 6 tháng 2, 1986 (28 tuổi)   | 45      | Elche             |
| 7  | HV | Pablo Armero            | 2 tháng 11, 1986 (27 tuổi)  | 52      | Napoli            |
| 8  | TV | Abel Aguilar            | 6 tháng 1, 1985 (29 tuổi)   | 49      | Toulouse          |
| 9  | TĐ | Teófilo Gutiérrez       | 28 tháng 5, 1985 (29 tuổi)  | 30      | River Plate       |
| 10 | TV | James Rodríguez         | 12 tháng 7, 1991 (22 tuổi)  | 22      | AS Monaco         |
| 11 | TV | Juan Guillermo Cuadrado | 26 tháng 5, 1988 (26 tuổi)  | 28      | Fiorentina        |
| 12 | TM | Camilo Vargas           | 1 tháng 9, 1989 (24 tuổi)   | 0       | Santa Fe          |
| 13 | TV | Fredy Guarín            | 30 tháng 6, 1986 (27 tuổi)  | 49      | Internazionale    |
| 14 | TĐ | Víctor Ibarbo           | 19 tháng 5, 1990 (24 tuổi)  | 9       | Cagliari          |
| 15 | TV | Alexander Mejía         | 7 tháng 9, 1988 (25 tuổi)   | 9       | Atlético Nacional |
| 16 | HV | Éder Álvarez Balanta    | 28 tháng 2, 1993 (21 tuổi)  | 3       | River Plate       |
| 17 | TĐ | Carlos Bacca            | 8 tháng 9, 1986 (27 tuổi)   | 11      | Sevilla           |
| 18 | HV | Juan Camilo Zúñiga      | 14 tháng 12, 1985 (28 tuổi) | 53      | Napoli            |
| 19 | TĐ | Adrián Ramos            | 22 tháng 1, 1986 (28 tuổi)  | 25      | Borussia Dortmund |
| 20 | TV | Juan Fernando Quintero  | 18 tháng 1, 1993 (21 tuổi)  | 4       | F.C. Porto        |
| 21 | TĐ | Jackson Martínez        | 3 tháng 10, 1986 (27 tuổi)  | 27      | F.C. Porto        |
| 22 | TM | Faryd Mondragón         | 21 tháng 6, 1971 (42 tuổi)  | 55      | Deportivo Cali    |
| 23 | HV | Carlos Valdés           | 22 tháng 5, 1985 (29 tuổi)  | 14      | San Lorenzo}      |

### Bờ Biển Ngà
Huấn luyện viên trưởng:  Sabri Lamouchi
| Số | Vt | Cầu thủ                | Ngày sinh (tuổi)            | Số trận | Câu lạc bộ          |
| -- | -- | ---------------------- | --------------------------- | ------- | ------------------- |
| 1  | TM | Boubacar Barry         | 30 tháng 12, 1979 (34 tuổi) | 80      | Lokeren             |
| 2  | HV | Ousmane Viera          | 21 tháng 12, 1986 (27 tuổi) | 3       | Çaykur Rizespor     |
| 3  | HV | Arthur Boka            | 2 tháng 4, 1983 (31 tuổi)   | 80      | VfB Stuttgart       |
| 4  | HV | Kolo Touré             | 19 tháng 3, 1981 (33 tuổi)  | 107     | Liverpool           |
| 5  | HV | Didier Zokora          | 14 tháng 12, 1980 (33 tuổi) | 121     | Trabzonspor         |
| 6  | TĐ | Mathis Bolly           | 14 tháng 11, 1990 (23 tuổi) | 4       | Fortuna Düsseldorf  |
| 7  | HV | Jean-Daniel Akpa-Akpro | 11 tháng 10, 1992 (21 tuổi) | 1       | Toulouse            |
| 8  | TĐ | Salomon Kalou          | 5 tháng 8, 1985 (28 tuổi)   | 65      | Lille               |
| 9  | TV | Cheick Tioté           | 21 tháng 6, 1986 (27 tuổi)  | 45      | Newcastle United    |
| 10 | TĐ | Gervinho               | 27 tháng 5, 1987 (27 tuổi)  | 54      | Roma                |
| 11 | TĐ | Didier Drogba (c)      | 11 tháng 3, 1978 (36 tuổi)  | 101     | Galatasaray         |
| 12 | TĐ | Wilfried Bony          | 10 tháng 12, 1988 (25 tuổi) | 25      | Swansea City        |
| 13 | TĐ | Didier Ya Konan        | 25 tháng 2, 1984 (30 tuổi)  | 26      | Hannover 96         |
| 14 | TV | Ismaël Diomandé        | 28 tháng 8, 1992 (21 tuổi)  | 2       | Saint-Étienne       |
| 15 | TĐ | Max Gradel             | 30 tháng 11, 1987 (26 tuổi) | 26      | Saint-Étienne       |
| 16 | TM | Sylvain Gbohouo        | 29 tháng 10, 1988 (25 tuổi) | 1       | Séwé Sport          |
| 17 | HV | Serge Aurier           | 24 tháng 12, 1992 (21 tuổi) | 9       | Toulouse            |
| 18 | HV | Constant Djakpa        | 17 tháng 10, 1986 (27 tuổi) | 5       | Eintracht Frankfurt |
| 19 | TV | Yaya Touré             | 13 tháng 5, 1983 (31 tuổi)  | 83      | Manchester City     |
| 20 | TV | Serey Die              | 7 tháng 11, 1984 (29 tuổi)  | 7       | Basel               |
| 21 | TĐ | Giovanni Sio           | 31 tháng 3, 1989 (25 tuổi)  | 7       | Basel               |
| 22 | HV | Sol Bamba              | 13 tháng 1, 1985 (29 tuổi)  | 44      | Trabzonspor         |
| 23 | TM | Sayouba Mandé          | 5 tháng 6, 1993 (21 tuổi)   | 1       | Stabæk              |

### Hy Lạp
Huấn luyện viên trưởng:  Fernando Santos
| Số | Vt | Cầu thủ                    | Ngày sinh (tuổi)            | Số trận | Câu lạc bộ        |
| -- | -- | -------------------------- | --------------------------- | ------- | ----------------- |
| 1  | TM | Orestis Karnezis           | 11 tháng 7, 1985 (28 tuổi)  | 19      | Granada           |
| 2  | TV | Giannis Maniatis           | 12 tháng 10, 1986 (27 tuổi) | 30      | Olympiacos        |
| 3  | HV | Giorgos Tzavellas          | 26 tháng 11, 1987 (26 tuổi) | 13      | PAOK              |
| 4  | HV | Kostas Manolas             | 14 tháng 6, 1991 (22 tuổi)  | 9       | Olympiacos        |
| 5  | HV | Vangelis Moras             | 26 tháng 8, 1981 (32 tuổi)  | 19      | Verona            |
| 6  | TV | Alexandros Tziolis         | 13 tháng 2, 1985 (29 tuổi)  | 49      | Kayserispor       |
| 7  | TĐ | Giorgos Samaras            | 21 tháng 2, 1985 (29 tuổi)  | 74      | Celtic            |
| 8  | TV | Panagiotis Kone            | 26 tháng 7, 1987 (26 tuổi)  | 16      | Bologna           |
| 9  | TĐ | Kostas Mitroglou           | 12 tháng 3, 1988 (26 tuổi)  | 32      | Fulham            |
| 10 | TV | Giorgos Karagounis (c)     | 6 tháng 3, 1977 (37 tuổi)   | 135     | Fulham            |
| 11 | HV | Loukas Vyntra              | 5 tháng 2, 1981 (33 tuổi)   | 50      | Levante           |
| 12 | TM | Panagiotis Glykos          | 3 tháng 6, 1986 (28 tuổi)   | 2       | PAOK              |
| 13 | TM | Stefanos Kapino            | 18 tháng 3, 1994 (20 tuổi)  | 2       | Panathinaikos     |
| 14 | TĐ | Dimitris Salpingidis       | 18 tháng 8, 1981 (32 tuổi)  | 76      | PAOK              |
| 15 | HV | Vasilis Torosidis          | 10 tháng 6, 1985 (29 tuổi)  | 66      | Roma              |
| 16 | TV | Lazaros Christodoulopoulos | 19 tháng 12, 1986 (27 tuổi) | 19      | Bologna           |
| 17 | TĐ | Theofanis Gekas            | 23 tháng 5, 1980 (34 tuổi)  | 72      | Konyaspor         |
| 18 | TV | Giannis Fetfatzidis        | 21 tháng 12, 1990 (23 tuổi) | 19      | Genoa             |
| 19 | HV | Sokratis Papastathopoulos  | 9 tháng 6, 1988 (26 tuổi)   | 47      | Borussia Dortmund |
| 20 | HV | José Holebas               | 27 tháng 6, 1984 (29 tuổi)  | 22      | Olympiacos        |
| 21 | TV | Kostas Katsouranis         | 21 tháng 6, 1979 (34 tuổi)  | 111     | PAOK              |
| 22 | TV | Andreas Samaris            | 13 tháng 6, 1989 (24 tuổi)  | 4       | Olympiacos        |
| 23 | TV | Panagiotis Tachtsidis      | 15 tháng 2, 1991 (23 tuổi)  | 6       | Torino            |

### Nhật Bản
Huấn luyện viên trưởng:  Alberto Zaccheroni
| Số | Vt | Cầu thủ           | Ngày sinh (tuổi)            | Số trận | Câu lạc bộ          |
| -- | -- | ----------------- | --------------------------- | ------- | ------------------- |
| 1  | TM | Kawashima Eiji    | 20 tháng 3, 1983 (31 tuổi)  | 55      | Standard Liège      |
| 2  | HV | Uchida Atsuto     | 27 tháng 3, 1988 (26 tuổi)  | 66      | Schalke 04          |
| 3  | HV | Sakai Gōtoku      | 14 tháng 2, 1991 (23 tuổi)  | 12      | VfB Stuttgart       |
| 4  | TV | Honda Keisuke     | 13 tháng 6, 1986 (27 tuổi)  | 54      | Milan               |
| 5  | HV | Nagatomo Yuto     | 12 tháng 9, 1986 (27 tuổi)  | 68      | Internazionale      |
| 6  | HV | Morishige Masato  | 21 tháng 5, 1987 (27 tuổi)  | 8       | F.C. Tokyo          |
| 7  | TV | Endō Yasuhito     | 28 tháng 1, 1980 (34 tuổi)  | 142     | Gamba Osaka         |
| 8  | TV | Kiyotake Hiroshi  | 12 tháng 11, 1989 (24 tuổi) | 25      | 1. FC Nürnberg      |
| 9  | TĐ | Okazaki Shinji    | 16 tháng 4, 1986 (28 tuổi)  | 74      | Mainz 05            |
| 10 | TV | Kagawa Shinji     | 17 tháng 3, 1989 (25 tuổi)  | 55      | Manchester United   |
| 11 | TĐ | Kakitani Yoichiro | 3 tháng 1, 1990 (24 tuổi)   | 10      | Cerezo Osaka        |
| 12 | TM | Nishikawa Shusaku | 18 tháng 6, 1986 (27 tuổi)  | 12      | Urawa Red Diamonds  |
| 13 | TĐ | Ōkubo Yoshito     | 9 tháng 6, 1982 (32 tuổi)   | 55      | Kawasaki Frontale   |
| 14 | TV | Aoyama Toshihiro  | 22 tháng 2, 1986 (28 tuổi)  | 4       | Sanfrecce Hiroshima |
| 15 | HV | Konno Yasuyuki    | 25 tháng 1, 1983 (31 tuổi)  | 79      | Gamba Osaka         |
| 16 | TV | Yamaguchi Hotaru  | 6 tháng 10, 1990 (23 tuổi)  | 10      | Cerezo Osaka        |
| 17 | TV | Hasebe Makoto (C) | 18 tháng 1, 1984 (30 tuổi)  | 78      | 1. FC Nürnberg      |
| 18 | TĐ | Osako Yuya        | 18 tháng 5, 1990 (24 tuổi)  | 7       | 1860 München        |
| 19 | HV | Inoha Masahiko    | 28 tháng 8, 1983 (30 tuổi)  | 20      | Jubilo Iwata        |
| 20 | TĐ | Saitō Manabu      | 4 tháng 4, 1990 (24 tuổi)   | 4       | Yokohama F. Marinos |
| 21 | HV | Sakai Hiroki      | 12 tháng 4, 1990 (24 tuổi)  | 16      | Hannover 96         |
| 22 | HV | Yoshida Maya      | 24 tháng 8, 1988 (25 tuổi)  | 39      | Southampton         |
| 23 | TM | Gonda Shūichi     | 3 tháng 3, 1989 (25 tuổi)   | 2       | F.C. Tokyo          |

## Bảng D

### Costa Rica
Huấn luyện viên trưởng:  Jorge Luis Pinto
| Số | Vt | Cầu thủ            | Ngày sinh (tuổi)            | Số trận | Câu lạc bộ         |
| -- | -- | ------------------ | --------------------------- | ------- | ------------------ |
| 1  | TM | Keylor Navas       | 15 tháng 12, 1986 (27 tuổi) | 53      | Levante            |
| 2  | HV | Johnny Acosta      | 21 tháng 7, 1983 (30 tuổi)  | 25      | Alajuelense        |
| 3  | HV | Giancarlo González | 8 tháng 2, 1988 (26 tuổi)   | 35      | Columbus Crew      |
| 4  | HV | Michael Umaña      | 16 tháng 7, 1982 (31 tuổi)  | 83      | Saprissa           |
| 5  | TV | Celso Borges       | 27 tháng 5, 1988 (26 tuổi)  | 63      | AIK                |
| 6  | HV | Óscar Duarte       | 3 tháng 6, 1989 (25 tuổi)   | 11      | Club Brugge        |
| 7  | TV | Christian Bolaños  | 17 tháng 5, 1984 (30 tuổi)  | 55      | Copenhagen         |
| 8  | HV | David Myrie        | 1 tháng 6, 1988 (26 tuổi)   | 10      | Herediano          |
| 9  | TĐ | Joel Campbell      | 26 tháng 6, 1992 (21 tuổi)  | 33      | Olympiacos         |
| 10 | TĐ | Bryan Ruiz (c)     | 18 tháng 8, 1985 (28 tuổi)  | 63      | PSV                |
| 11 | TV | Michael Barrantes  | 4 tháng 10, 1983 (30 tuổi)  | 50      | Aalesund           |
| 12 | HV | Waylon Francis     | 20 tháng 9, 1990 (23 tuổi)  | 1       | Columbus Crew      |
| 13 | TV | Esteban Granados   | 25 tháng 10, 1985 (28 tuổi) | 11      | Herediano          |
| 14 | TĐ | Randall Brenes     | 13 tháng 8, 1983 (30 tuổi)  | 39      | Cartaginés         |
| 15 | HV | Júnior Díaz        | 12 tháng 9, 1983 (30 tuổi)  | 62      | Mainz 05           |
| 16 | HV | Cristian Gamboa    | 24 tháng 10, 1989 (24 tuổi) | 25      | Rosenborg          |
| 17 | TV | Yeltsin Tejeda     | 17 tháng 3, 1992 (22 tuổi)  | 22      | Saprissa           |
| 18 | TM | Patrick Pemberton  | 24 tháng 4, 1982 (32 tuổi)  | 21      | Alajuelense        |
| 19 | HV | Roy Miller         | 24 tháng 11, 1984 (29 tuổi) | 48      | New York Red Bulls |
| 20 | TV | Diego Calvo        | 25 tháng 3, 1991 (23 tuổi)  | 10      | Vålerenga          |
| 21 | TĐ | Marco Ureña        | 5 tháng 3, 1990 (24 tuổi)   | 24      | Kuban Krasnodar    |
| 22 | TV | José Miguel Cubero | 14 tháng 2, 1987 (27 tuổi)  | 35      | Herediano          |
| 23 | TM | Daniel Cambronero  | 1 tháng 12, 1987 (26 tuổi)  | 4       | Herediano          |

### Anh
Huấn luyện viên trưởng:  Roy Hodgson
| Số | Vt | Cầu thủ                 | Ngày sinh (tuổi)            | Số trận | Câu lạc bộ           |
| -- | -- | ----------------------- | --------------------------- | ------- | -------------------- |
| 1  | TM | Joe Hart                | 19 tháng 5, 1987 (27 tuổi)  | 41      | Manchester City      |
| 2  | HV | Glen Johnson            | 23 tháng 8, 1984 (29 tuổi)  | 52      | Liverpool            |
| 3  | HV | Leighton Baines         | 11 tháng 12, 1984 (29 tuổi) | 24      | Everton              |
| 4  | TV | Steven Gerrard (c)      | 30 tháng 5, 1980 (34 tuổi)  | 111     | Liverpool            |
| 5  | HV | Gary Cahill             | 19 tháng 12, 1985 (28 tuổi) | 24      | Chelsea              |
| 6  | HV | Phil Jagielka           | 17 tháng 8, 1982 (31 tuổi)  | 26      | Everton              |
| 7  | TV | Jack Wilshere           | 1 tháng 1, 1992 (22 tuổi)   | 18      | Arsenal              |
| 8  | TV | Frank Lampard           | 20 tháng 6, 1978 (35 tuổi)  | 105     | Chelsea              |
| 9  | TĐ | Daniel Sturridge        | 1 tháng 9, 1989 (24 tuổi)   | 12      | Liverpool            |
| 10 | TĐ | Wayne Rooney            | 24 tháng 10, 1985 (28 tuổi) | 92      | Manchester United    |
| 11 | TĐ | Danny Welbeck           | 26 tháng 11, 1990 (23 tuổi) | 24      | Manchester United    |
| 12 | HV | Chris Smalling          | 22 tháng 11, 1989 (24 tuổi) | 12      | Manchester United    |
| 13 | TM | Ben Foster              | 3 tháng 5, 1983 (31 tuổi)   | 7       | West Bromwich Albion |
| 14 | TV | Jordan Henderson        | 17 tháng 6, 1990 (23 tuổi)  | 11      | Liverpool            |
| 15 | TV | Alex Oxlade-Chamberlain | 15 tháng 8, 1993 (20 tuổi)  | 15      | Arsenal              |
| 16 | HV | Phil Jones              | 21 tháng 2, 1992 (22 tuổi)  | 10      | Manchester United    |
| 17 | TV | James Milner            | 4 tháng 1, 1986 (28 tuổi)   | 47      | Manchester City      |
| 18 | TĐ | Rickie Lambert          | 16 tháng 2, 1982 (32 tuổi)  | 6       | Liverpool            |
| 19 | TV | Raheem Sterling         | 8 tháng 12, 1994 (19 tuổi)  | 4       | Liverpool            |
| 20 | TV | Adam Lallana            | 10 tháng 5, 1988 (26 tuổi)  | 6       | Liverpool            |
| 21 | TV | Ross Barkley            | 5 tháng 12, 1993 (20 tuổi)  | 6       | Everton              |
| 22 | TM | Fraser Forster          | 17 tháng 3, 1988 (26 tuổi)  | 2       | Celtic               |
| 23 | HV | Luke Shaw               | 12 tháng 7, 1995 (18 tuổi)  | 2       | Southampton          |

### Ý
Huấn luyện viên trưởng:  Cesare Prandelli
| Số | Vt | Cầu thủ              | Ngày sinh (tuổi)            | Số trận | Câu lạc bộ          |
| -- | -- | -------------------- | --------------------------- | ------- | ------------------- |
| 1  | TM | Gianluigi Buffon (c) | 28 tháng 1, 1978 (36 tuổi)  | 140     | Juventus            |
| 2  | HV | Mattia De Sciglio    | 20 tháng 10, 1992 (21 tuổi) | 11      | Milan               |
| 3  | HV | Giorgio Chiellini    | 14 tháng 8, 1984 (29 tuổi)  | 68      | Juventus            |
| 4  | HV | Matteo Darmian       | 2 tháng 12, 1989 (24 tuổi)  | 1       | Torino              |
| 5  | TV | Thiago Motta         | 28 tháng 8, 1982 (31 tuổi)  | 20      | Paris Saint-Germain |
| 6  | TV | Antonio Candreva     | 28 tháng 2, 1987 (27 tuổi)  | 20      | Lazio               |
| 7  | HV | Ignazio Abate        | 12 tháng 11, 1986 (27 tuổi) | 20      | Milan               |
| 8  | TV | Claudio Marchisio    | 19 tháng 1, 1986 (28 tuổi)  | 44      | Juventus            |
| 9  | TĐ | Mario Balotelli      | 12 tháng 8, 1990 (23 tuổi)  | 30      | Milan               |
| 10 | TĐ | Antonio Cassano      | 12 tháng 7, 1982 (31 tuổi)  | 37      | Parma               |
| 11 | TĐ | Alessio Cerci        | 23 tháng 7, 1987 (26 tuổi)  | 12      | Torino              |
| 12 | TM | Salvatore Sirigu     | 12 tháng 1, 1987 (27 tuổi)  | 8       | Paris Saint-Germain |
| 13 | TM | Mattia Perin         | 10 tháng 11, 1992 (21 tuổi) | 0       | Genoa               |
| 14 | TV | Alberto Aquilani     | 7 tháng 7, 1984 (29 tuổi)   | 35      | Fiorentina          |
| 15 | HV | Andrea Barzagli      | 8 tháng 5, 1981 (33 tuổi)   | 47      | Juventus            |
| 16 | TV | Daniele De Rossi     | 24 tháng 7, 1983 (30 tuổi)  | 95      | Roma                |
| 17 | TĐ | Ciro Immobile        | 20 tháng 2, 1990 (24 tuổi)  | 2       | Torino              |
| 18 | TV | Marco Parolo         | 25 tháng 1, 1985 (29 tuổi)  | 4       | Parma               |
| 19 | HV | Leonardo Bonucci     | 1 tháng 5, 1987 (27 tuổi)   | 37      | Juventus            |
| 20 | HV | Gabriel Paletta      | 15 tháng 2, 1986 (28 tuổi)  | 2       | Parma               |
| 21 | TV | Andrea Pirlo         | 19 tháng 5, 1979 (35 tuổi)  | 109     | Juventus            |
| 22 | TĐ | Lorenzo Insigne      | 4 tháng 6, 1991 (23 tuổi)   | 5       | Napoli              |
| 23 | TV | Marco Verratti       | 5 tháng 11, 1992 (21 tuổi)  | 6       | Paris Saint-Germain |

### Uruguay
Huấn luyện viên trưởng:  Óscar Tabárez
| Số | Vt | Cầu thủ             | Ngày sinh (tuổi)            | Số trận | Câu lạc bộ           |
| -- | -- | ------------------- | --------------------------- | ------- | -------------------- |
| 1  | TM | Fernando Muslera    | 16 tháng 6, 1986 (27 tuổi)  | 58      | Galatasaray          |
| 2  | HV | Diego Lugano (c)    | 2 tháng 11, 1980 (33 tuổi)  | 94      | West Bromwich Albion |
| 3  | HV | Diego Godín         | 16 tháng 2, 1986 (28 tuổi)  | 77      | Atlético Madrid      |
| 4  | HV | Jorge Fucile        | 19 tháng 11, 1984 (29 tuổi) | 42      | Porto                |
| 5  | TV | Walter Gargano      | 23 tháng 7, 1984 (29 tuổi)  | 63      | Parma                |
| 6  | TV | Álvaro Pereira      | 28 tháng 11, 1985 (28 tuổi) | 57      | São Paulo            |
| 7  | TV | Cristian Rodríguez  | 30 tháng 9, 1985 (28 tuổi)  | 73      | Atlético Madrid      |
| 8  | TĐ | Abel Hernández      | 8 tháng 8, 1990 (23 tuổi)   | 12      | Palermo              |
| 9  | TĐ | Luis Suárez         | 24 tháng 1, 1987 (27 tuổi)  | 77      | Liverpool            |
| 10 | TĐ | Diego Forlán        | 19 tháng 5, 1979 (35 tuổi)  | 110     | Cerezo Osaka         |
| 11 | TĐ | Christian Stuani    | 12 tháng 10, 1986 (27 tuổi) | 10      | Espanyol             |
| 12 | TM | Rodrigo Muñoz       | 22 tháng 1, 1982 (32 tuổi)  | 0       | Libertad             |
| 13 | HV | José María Giménez  | 20 tháng 1, 1995 (19 tuổi)  | 6       | Atlético Madrid      |
| 14 | TV | Nicolás Lodeiro     | 21 tháng 3, 1989 (25 tuổi)  | 26      | Corinthians          |
| 15 | TV | Diego Pérez         | 18 tháng 5, 1980 (34 tuổi)  | 89      | Bologna              |
| 16 | HV | Maxi Pereira        | 8 tháng 6, 1984 (30 tuổi)   | 90      | Benfica              |
| 17 | TV | Egidio Arévalo Ríos | 1 tháng 1, 1982 (32 tuổi)   | 55      | Morelia              |
| 18 | TV | Gastón Ramírez      | 2 tháng 12, 1990 (23 tuổi)  | 29      | Southampton          |
| 19 | HV | Sebastián Coates    | 7 tháng 10, 1990 (23 tuổi)  | 15      | Nacional             |
| 20 | TV | Álvaro González     | 29 tháng 10, 1984 (29 tuổi) | 43      | Lazio                |
| 21 | TĐ | Edinson Cavani      | 14 tháng 2, 1987 (27 tuổi)  | 62      | Paris Saint-Germain  |
| 22 | HV | Martín Cáceres      | 7 tháng 4, 1987 (27 tuổi)   | 57      | Juventus             |
| 23 | TM | Martín Silva        | 25 tháng 3, 1983 (31 tuổi)  | 4       | Vasco da Gama        |

## Bảng E

### Ecuador
Huấn luyện viên trưởng:  Reinaldo Rueda
| Số | Vt | Cầu thủ              | Ngày sinh (tuổi)            | Số trận | Câu lạc bộ        |
| -- | -- | -------------------- | --------------------------- | ------- | ----------------- |
| 1  | TM | Máximo Banguera      | 16 tháng 12, 1985 (28 tuổi) | 25      | Barcelona         |
| 2  | HV | Jorge Guagua         | 28 tháng 9, 1981 (32 tuổi)  | 59      | Emelec            |
| 3  | HV | Frickson Erazo       | 5 tháng 5, 1988 (26 tuổi)   | 37      | Flamengo          |
| 4  | HV | Juan Carlos Paredes  | 8 tháng 7, 1987 (26 tuổi)   | 38      | Barcelona         |
| 5  | TV | Renato Ibarra        | 20 tháng 1, 1991 (23 tuổi)  | 18      | Vitesse           |
| 6  | TV | Christian Noboa      | 9 tháng 4, 1985 (29 tuổi)   | 42      | Dinamo Moskva     |
| 7  | TV | Jefferson Montero    | 1 tháng 9, 1989 (24 tuổi)   | 40      | Morelia           |
| 8  | TV | Édison Méndez        | 15 tháng 3, 1979 (35 tuổi)  | 110     | Santa Fe          |
| 9  | TV | Joao Rojas           | 14 tháng 6, 1989 (24 tuổi)  | 30      | Cruz Azul         |
| 10 | HV | Walter Ayoví         | 11 tháng 8, 1979 (34 tuổi)  | 90      | Pachuca           |
| 11 | TĐ | Felipe Caicedo       | 5 tháng 9, 1988 (25 tuổi)   | 50      | Al-Jazira         |
| 12 | TM | Adrián Bone          | 8 tháng 9, 1988 (25 tuổi)   | 3       | El Nacional       |
| 13 | TĐ | Enner Valencia       | 11 tháng 4, 1989 (25 tuổi)  | 10      | Pachuca           |
| 14 | TV | Oswaldo Minda        | 26 tháng 7, 1983 (30 tuổi)  | 18      | Chivas USA        |
| 15 | TV | Michael Arroyo       | 23 tháng 4, 1987 (27 tuổi)  | 21      | Atlante           |
| 16 | TV | Antonio Valencia (c) | 4 tháng 8, 1985 (28 tuổi)   | 71      | Manchester United |
| 17 | TĐ | Jaime Ayoví          | 21 tháng 2, 1988 (26 tuổi)  | 30      | Tijuana           |
| 18 | HV | Óscar Bagüí          | 10 tháng 12, 1982 (31 tuổi) | 21      | Emelec            |
| 19 | TV | Luis Saritama        | 20 tháng 10, 1983 (30 tuổi) | 49      | Barcelona         |
| 20 | TV | Fidel Martínez       | 15 tháng 2, 1990 (24 tuổi)  | 8       | Tijuana           |
| 21 | HV | Gabriel Achilier     | 24 tháng 3, 1985 (29 tuổi)  | 23      | Emelec            |
| 22 | TM | Alexander Domínguez  | 5 tháng 6, 1987 (27 tuổi)   | 18      | LDU Quito         |
| 23 | TV | Carlos Gruezo        | 19 tháng 4, 1995 (19 tuổi)  | 3       | VfB Stuttgart     |

### Pháp
Huấn luyện viên trưởng:  Didier Deschamps
| Số | Vt | Cầu thủ             | Ngày sinh (tuổi)            | Số trận | Câu lạc bộ          |
| -- | -- | ------------------- | --------------------------- | ------- | ------------------- |
| 1  | TM | Hugo Lloris (c)     | 26 tháng 12, 1986 (27 tuổi) | 57      | Tottenham Hotspur   |
| 2  | HV | Mathieu Debuchy     | 28 tháng 7, 1985 (28 tuổi)  | 21      | Newcastle United    |
| 3  | HV | Patrice Evra        | 15 tháng 5, 1981 (33 tuổi)  | 58      | Manchester United   |
| 4  | HV | Raphaël Varane      | 25 tháng 4, 1993 (21 tuổi)  | 6       | Real Madrid         |
| 5  | HV | Mamadou Sakho       | 13 tháng 2, 1990 (24 tuổi)  | 19      | Liverpool           |
| 6  | TV | Yohan Cabaye        | 14 tháng 1, 1986 (28 tuổi)  | 30      | Paris Saint-Germain |
| 7  | TV | Rémy Cabella        | 8 tháng 3, 1990 (24 tuổi)   | 1       | Montpellier         |
| 8  | TV | Mathieu Valbuena    | 28 tháng 9, 1984 (29 tuổi)  | 34      | Marseille           |
| 9  | TĐ | Olivier Giroud      | 30 tháng 9, 1986 (27 tuổi)  | 30      | Arsenal             |
| 10 | TĐ | Karim Benzema       | 19 tháng 12, 1987 (26 tuổi) | 66      | Real Madrid         |
| 11 | TV | Antoine Griezmann   | 21 tháng 3, 1991 (23 tuổi)  | 4       | Real Sociedad       |
| 12 | TV | Rio Mavuba          | 8 tháng 3, 1984 (30 tuổi)   | 12      | Lille               |
| 13 | HV | Eliaquim Mangala    | 13 tháng 2, 1991 (23 tuổi)  | 3       | Porto               |
| 14 | TV | Blaise Matuidi      | 9 tháng 4, 1987 (27 tuổi)   | 23      | Paris Saint-Germain |
| 15 | HV | Bacary Sagna        | 14 tháng 2, 1983 (31 tuổi)  | 41      | Arsenal             |
| 16 | TM | Stéphane Ruffier    | 27 tháng 9, 1986 (27 tuổi)  | 2       | Saint-Étienne       |
| 17 | HV | Lucas Digne         | 20 tháng 7, 1993 (20 tuổi)  | 2       | Paris Saint-Germain |
| 18 | TV | Moussa Sissoko      | 16 tháng 8, 1989 (24 tuổi)  | 17      | Newcastle United    |
| 19 | TV | Paul Pogba          | 15 tháng 3, 1993 (21 tuổi)  | 11      | Juventus            |
| 20 | TĐ | Loïc Rémy           | 2 tháng 1, 1987 (27 tuổi)   | 25      | Newcastle United    |
| 21 | HV | Laurent Koscielny   | 10 tháng 9, 1985 (28 tuổi)  | 17      | Arsenal             |
| 22 | TV | Morgan Schneiderlin | 8 tháng 11, 1989 (24 tuổi)  | 1       | Southampton         |
| 23 | TM | Mickaël Landreau    | 14 tháng 5, 1979 (35 tuổi)  | 11      | Bastia              |

### Honduras
Huấn luyện viên trưởng:  Luis Fernando Suárez
| Số | Vt | Cầu thủ             | Ngày sinh (tuổi)            | Số trận | Câu lạc bộ             |
| -- | -- | ------------------- | --------------------------- | ------- | ---------------------- |
| 1  | TM | Luis López          | 13 tháng 9, 1993 (20 tuổi)  | 0       | Real España            |
| 2  | HV | Osman Chávez        | 29 tháng 7, 1984 (29 tuổi)  | 54      | Qingdao Jonoon         |
| 3  | HV | Maynor Figueroa     | 2 tháng 5, 1983 (31 tuổi)   | 105     | Hull City              |
| 4  | HV | Juan Pablo Montes   | 26 tháng 10, 1985 (28 tuổi) | 11      | Motagua                |
| 5  | HV | Víctor Bernárdez    | 24 tháng 5, 1982 (32 tuổi)  | 78      | San Jose Earthquakes   |
| 6  | HV | Juan Carlos García  | 8 tháng 3, 1988 (26 tuổi)   | 34      | Wigan Athletic         |
| 7  | HV | Emilio Izaguirre    | 10 tháng 5, 1986 (28 tuổi)  | 68      | Celtic                 |
| 8  | TV | Wilson Palacios     | 29 tháng 7, 1984 (29 tuổi)  | 95      | Stoke City             |
| 9  | TĐ | Jerry Palacios      | 1 tháng 11, 1981 (32 tuổi)  | 24      | Alajuelense            |
| 10 | TV | Mario Martínez      | 30 tháng 7, 1989 (24 tuổi)  | 37      | Real España            |
| 11 | TĐ | Jerry Bengtson      | 8 tháng 4, 1987 (27 tuổi)   | 44      | New England Revolution |
| 12 | TV | Edder Delgado       | 20 tháng 11, 1986 (27 tuổi) | 26      | Real España            |
| 13 | TĐ | Carlo Costly        | 18 tháng 7, 1982 (31 tuổi)  | 70      | Real España            |
| 14 | TV | Óscar Boniek García | 4 tháng 9, 1984 (29 tuổi)   | 92      | Houston Dynamo         |
| 15 | TV | Roger Espinoza      | 25 tháng 10, 1986 (27 tuổi) | 42      | Wigan Athletic         |
| 16 | TĐ | Rony Martínez       | 16 tháng 10, 1988 (25 tuổi) | 12      | Real Sociedad          |
| 17 | TV | Andy Najar          | 16 tháng 3, 1993 (21 tuổi)  | 17      | Anderlecht             |
| 18 | TM | Noel Valladares (c) | 3 tháng 5, 1977 (37 tuổi)   | 122     | Olimpia                |
| 19 | TV | Luis Garrido        | 5 tháng 11, 1990 (23 tuổi)  | 20      | Olimpia                |
| 20 | TV | Jorge Claros        | 8 tháng 1, 1986 (28 tuổi)   | 49      | Motagua                |
| 21 | HV | Brayan Beckeles     | 28 tháng 11, 1985 (28 tuổi) | 23      | Olimpia                |
| 22 | TM | Donis Escober       | 3 tháng 2, 1980 (34 tuổi)   | 26      | Olimpia                |
| 23 | TV | Marvin Chávez       | 3 tháng 11, 1983 (30 tuổi)  | 42      | Chivas USA             |

### Thụy Sĩ
Huấn luyện viên trưởng:  Ottmar Hitzfeld
| Số | Vt | Cầu thủ              | Ngày sinh (tuổi)            | Số trận | Câu lạc bộ               |
| -- | -- | -------------------- | --------------------------- | ------- | ------------------------ |
| 1  | TM | Diego Benaglio       | 8 tháng 9, 1983 (30 tuổi)   | 56      | VfL Wolfsburg            |
| 2  | HV | Stephan Lichtsteiner | 16 tháng 1, 1984 (30 tuổi)  | 62      | Juventus                 |
| 3  | HV | Reto Ziegler         | 16 tháng 1, 1986 (28 tuổi)  | 35      | Sassuolo                 |
| 4  | HV | Philippe Senderos    | 14 tháng 2, 1985 (29 tuổi)  | 53      | Valencia                 |
| 5  | HV | Steve von Bergen     | 10 tháng 6, 1983 (31 tuổi)  | 40      | Young Boys               |
| 6  | HV | Michael Lang         | 8 tháng 2, 1991 (23 tuổi)   | 5       | Grasshopper              |
| 7  | TV | Tranquillo Barnetta  | 22 tháng 5, 1985 (29 tuổi)  | 73      | Eintracht Frankfurt      |
| 8  | TV | Gökhan Inler (C)     | 27 tháng 6, 1984 (29 tuổi)  | 71      | Napoli                   |
| 9  | TĐ | Haris Seferović      | 22 tháng 2, 1992 (22 tuổi)  | 10      | Real Sociedad            |
| 10 | TV | Granit Xhaka         | 27 tháng 9, 1992 (21 tuổi)  | 25      | Borussia Mönchengladbach |
| 11 | TV | Valon Behrami        | 19 tháng 4, 1985 (29 tuổi)  | 47      | Napoli                   |
| 12 | TM | Yann Sommer          | 17 tháng 12, 1988 (25 tuổi) | 6       | Basel                    |
| 13 | HV | Ricardo Rodríguez    | 25 tháng 8, 1992 (21 tuổi)  | 20      | VfL Wolfsburg            |
| 14 | TV | Valentin Stocker     | 12 tháng 4, 1989 (25 tuổi)  | 23      | Basel                    |
| 15 | TV | Blerim Džemaili      | 12 tháng 4, 1986 (28 tuổi)  | 33      | Napoli                   |
| 16 | TV | Gelson Fernandes     | 2 tháng 9, 1986 (27 tuổi)   | 47      | SC Freiburg              |
| 17 | TĐ | Mario Gavranović     | 24 tháng 11, 1989 (24 tuổi) | 10      | Zürich                   |
| 18 | TĐ | Admir Mehmedi        | 16 tháng 3, 1991 (23 tuổi)  | 20      | SC Freiburg              |
| 19 | TĐ | Josip Drmić          | 8 tháng 8, 1992 (21 tuổi)   | 6       | 1. FC Nürnberg           |
| 20 | HV | Johan Djourou        | 18 tháng 1, 1987 (27 tuổi)  | 44      | Hamburger SV             |
| 21 | TM | Roman Bürki          | 14 tháng 11, 1990 (23 tuổi) | 0       | Grasshopper              |
| 22 | HV | Fabian Schär         | 20 tháng 12, 1991 (22 tuổi) | 5       | Basel                    |
| 23 | TV | Xherdan Shaqiri      | 10 tháng 10, 1991 (22 tuổi) | 32      | Bayern Munich            |

## Bảng F

### Argentina
Huấn luyện viên trưởng:  Alejandro Sabella
| Số | Vt | Cầu thủ            | Ngày sinh (tuổi)            | Số trận | Câu lạc bộ          |
| -- | -- | ------------------ | --------------------------- | ------- | ------------------- |
| 1  | TM | Sergio Romero      | 22 tháng 2, 1987 (27 tuổi)  | 47      | AS Monaco           |
| 2  | HV | Ezequiel Garay     | 10 tháng 10, 1986 (27 tuổi) | 18      | Benfica             |
| 3  | HV | Hugo Campagnaro    | 27 tháng 6, 1980 (33 tuổi)  | 15      | Internazionale      |
| 4  | HV | Pablo Zabaleta     | 16 tháng 1, 1985 (29 tuổi)  | 36      | Manchester City     |
| 5  | TV | Fernando Gago      | 10 tháng 4, 1986 (28 tuổi)  | 49      | Boca Juniors        |
| 6  | TV | Lucas Biglia       | 30 tháng 1, 1986 (28 tuổi)  | 18      | Lazio               |
| 7  | TV | Ángel di María     | 14 tháng 2, 1988 (26 tuổi)  | 47      | Real Madrid         |
| 8  | TV | Enzo Pérez         | 22 tháng 2, 1986 (28 tuổi)  | 7       | Benfica             |
| 9  | TĐ | Gonzalo Higuaín    | 10 tháng 12, 1987 (26 tuổi) | 36      | Napoli              |
| 10 | TĐ | Lionel Messi (c)   | 24 tháng 6, 1987 (26 tuổi)  | 86      | Barcelona           |
| 11 | TV | Maxi Rodríguez     | 2 tháng 1, 1981 (33 tuổi)   | 55      | Newell's Old Boys   |
| 12 | TM | Agustín Orión      | 26 tháng 7, 1981 (32 tuổi)  | 3       | Boca Juniors        |
| 13 | TV | Augusto Fernández  | 10 tháng 4, 1986 (28 tuổi)  | 9       | Celta Vigo          |
| 14 | TV | Javier Mascherano  | 8 tháng 6, 1984 (30 tuổi)   | 98      | Barcelona           |
| 15 | HV | Martín Demichelis  | 20 tháng 12, 1980 (33 tuổi) | 38      | Manchester City     |
| 16 | HV | Marcos Rojo        | 20 tháng 3, 1990 (24 tuổi)  | 22      | Sporting CP         |
| 17 | HV | Federico Fernández | 21 tháng 2, 1989 (25 tuổi)  | 26      | Napoli              |
| 18 | TĐ | Rodrigo Palacio    | 5 tháng 2, 1982 (32 tuổi)   | 22      | Internazionale      |
| 19 | TV | Ricardo Álvarez    | 12 tháng 4, 1988 (26 tuổi)  | 7       | Internazionale      |
| 20 | TĐ | Sergio Agüero      | 2 tháng 6, 1988 (26 tuổi)   | 51      | Manchester City     |
| 21 | TM | Mariano Andújar    | 30 tháng 7, 1983 (30 tuổi)  | 10      | Catania             |
| 22 | TĐ | Ezequiel Lavezzi   | 3 tháng 5, 1985 (29 tuổi)   | 31      | Paris Saint-Germain |
| 23 | HV | José María Basanta | 3 tháng 4, 1984 (30 tuổi)   | 10      | Monterrey           |

### Bosnia và Herzegovina
Huấn luyện viên trưởng:  Safet Sušić
| Số | Vt | Cầu thủ            | Ngày sinh (tuổi)            | Số trận | Câu lạc bộ             |
| -- | -- | ------------------ | --------------------------- | ------- | ---------------------- |
| 1  | TM | Asmir Begović      | 20 tháng 6, 1987 (26 tuổi)  | 30      | Stoke City             |
| 2  | HV | Avdija Vršajević   | 6 tháng 3, 1986 (28 tuổi)   | 13      | Hajduk Split           |
| 3  | HV | Ermin Bičakčić     | 24 tháng 1, 1990 (24 tuổi)  | 7       | Eintracht Braunschweig |
| 4  | HV | Emir Spahić (c)    | 18 tháng 8, 1980 (33 tuổi)  | 74      | Bayer Leverkusen       |
| 5  | HV | Sead Kolašinac     | 20 tháng 6, 1993 (20 tuổi)  | 4       | Schalke 04             |
| 6  | HV | Ognjen Vranješ     | 24 tháng 10, 1989 (24 tuổi) | 13      | Elazığspor             |
| 7  | HV | Muhamed Bešić      | 10 tháng 9, 1992 (21 tuổi)  | 9       | Ferencváros            |
| 8  | TV | Miralem Pjanić     | 2 tháng 4, 1990 (24 tuổi)   | 48      | Roma                   |
| 9  | TĐ | Vedad Ibišević     | 6 tháng 8, 1984 (29 tuổi)   | 55      | VfB Stuttgart          |
| 10 | TV | Zvjezdan Misimović | 5 tháng 6, 1982 (32 tuổi)   | 81      | Guizhou Renhe          |
| 11 | TĐ | Edin Džeko         | 17 tháng 3, 1986 (28 tuổi)  | 62      | Manchester City        |
| 12 | TM | Jasmin Fejzić      | 15 tháng 5, 1986 (28 tuổi)  | 0       | VfR Aalen              |
| 13 | HV | Mensur Mujdža      | 28 tháng 3, 1984 (30 tuổi)  | 24      | SC Freiburg            |
| 14 | TV | Tino-Sven Sušić    | 13 tháng 2, 1992 (22 tuổi)  | 2       | Hajduk Split           |
| 15 | HV | Toni Šunjić        | 15 tháng 12, 1988 (25 tuổi) | 8       | Zorya Luhansk          |
| 16 | TV | Senad Lulić        | 18 tháng 1, 1986 (28 tuổi)  | 33      | Lazio                  |
| 17 | TV | Senijad Ibričić    | 26 tháng 9, 1985 (28 tuổi)  | 42      | Kayseri Erciyesspor    |
| 18 | TV | Haris Medunjanin   | 8 tháng 3, 1985 (29 tuổi)   | 35      | Gaziantepspor          |
| 19 | TĐ | Edin Višća         | 17 tháng 2, 1990 (24 tuổi)  | 10      | İstanbul Başakşehir    |
| 20 | TV | Izet Hajrović      | 4 tháng 8, 1991 (22 tuổi)   | 7       | Galatasaray            |
| 21 | TV | Anel Hadžić        | 16 tháng 8, 1989 (24 tuổi)  | 2       | Sturm Graz             |
| 22 | TM | Asmir Avdukić      | 13 tháng 5, 1981 (33 tuổi)  | 3       | Borac Banja Luka       |
| 23 | TV | Sejad Salihović    | 8 tháng 10, 1984 (29 tuổi)  | 42      | 1899 Hoffenheim        |

### Iran
Huấn luyện viên trưởng:  Carlos Queiroz
| Số | Vt | Cầu thủ              | Ngày sinh (tuổi)            | Số trận | Câu lạc bộ             |
| -- | -- | -------------------- | --------------------------- | ------- | ---------------------- |
| 1  | TM | Rahman Ahmadi        | 30 tháng 7, 1980 (33 tuổi)  | 10      | Sepahan                |
| 2  | TV | Khosro Heydari       | 14 tháng 9, 1983 (30 tuổi)  | 49      | Esteghlal              |
| 3  | TV | Ehsan Hajsafi        | 25 tháng 2, 1990 (24 tuổi)  | 62      | Sepahan                |
| 4  | HV | Jalal Hosseini       | 3 tháng 2, 1982 (32 tuổi)   | 85      | Persepolis             |
| 5  | HV | Amir Hossein Sadeghi | 6 tháng 9, 1981 (32 tuổi)   | 17      | Esteghlal              |
| 6  | TV | Javad Nekounam (c)   | 7 tháng 10, 1980 (33 tuổi)  | 140     | Al-Kuwait              |
| 7  | TV | Masoud Shojaei       | 9 tháng 6, 1984 (30 tuổi)   | 50      | Las Palmas             |
| 8  | TV | Reza Haghighi        | 1 tháng 2, 1989 (25 tuổi)   | 8       | Persepolis             |
| 9  | TĐ | Alireza Jahanbakhsh  | 11 tháng 8, 1993 (20 tuổi)  | 7       | NEC                    |
| 10 | TĐ | Karim Ansarifard     | 3 tháng 4, 1990 (24 tuổi)   | 42      | Tractor Sazi           |
| 11 | TV | Ghasem Haddadifar    | 12 tháng 7, 1983 (30 tuổi)  | 17      | Zob Ahan               |
| 12 | TM | Alireza Haghighi     | 2 tháng 5, 1988 (26 tuổi)   | 6       | Sporting Covilhã       |
| 13 | HV | Hossein Mahini       | 16 tháng 9, 1986 (27 tuổi)  | 22      | Persepolis             |
| 14 | TV | Andranik Teymourian  | 6 tháng 3, 1983 (31 tuổi)   | 79      | Esteghlal              |
| 15 | HV | Pejman Montazeri     | 6 tháng 9, 1983 (30 tuổi)   | 22      | Umm Salal              |
| 16 | TĐ | Reza Ghoochannejhad  | 20 tháng 9, 1987 (26 tuổi)  | 14      | Charlton Athletic      |
| 17 | HV | Ahmad Alenemeh       | 10 tháng 10, 1982 (31 tuổi) | 9       | Naft Tehran            |
| 18 | TV | Bakhtiar Rahmani     | 23 tháng 9, 1991 (22 tuổi)  | 4       | Foolad                 |
| 19 | HV | Hashem Beikzadeh     | 22 tháng 1, 1984 (30 tuổi)  | 17      | Esteghlal              |
| 20 | HV | Steven Beitashour    | 1 tháng 2, 1987 (27 tuổi)   | 6       | Vancouver Whitecaps FC |
| 21 | TV | Ashkan Dejagah       | 5 tháng 7, 1986 (27 tuổi)   | 14      | Fulham                 |
| 22 | TM | Daniel Davari        | 6 tháng 1, 1988 (26 tuổi)   | 4       | Eintracht Braunschweig |
| 23 | HV | Mehrdad Pouladi      | 26 tháng 2, 1987 (27 tuổi)  | 20      | Persepolis             |

### Nigeria
Huấn luyện viên trưởng:  Stephen Keshi
| Số | Vt | Cầu thủ           | Ngày sinh (tuổi)            | Số trận | Câu lạc bộ         |
| -- | -- | ----------------- | --------------------------- | ------- | ------------------ |
| 1  | TM | Vincent Enyeama   | 29 tháng 8, 1982 (31 tuổi)  | 91      | Lille              |
| 2  | HV | Joseph Yobo (c)   | 6 tháng 9, 1980 (33 tuổi)   | 97      | Norwich City       |
| 3  | TV | Ejike Uzoenyi     | 23 tháng 3, 1988 (26 tuổi)  | 21      | Enugu Rangers      |
| 4  | TV | Reuben Gabriel    | 25 tháng 9, 1990 (23 tuổi)  | 11      | Waasland-Beveren   |
| 5  | HV | Efe Ambrose       | 18 tháng 10, 1988 (25 tuổi) | 37      | Celtic             |
| 6  | HV | Azubuike Egwuekwe | 16 tháng 7, 1989 (24 tuổi)  | 31      | Warri Wolves       |
| 7  | TĐ | Ahmed Musa        | 14 tháng 10, 1992 (21 tuổi) | 35      | CSKA Moscow        |
| 8  | TĐ | Peter Odemwingie  | 15 tháng 7, 1981 (32 tuổi)  | 61      | Stoke City         |
| 9  | TĐ | Emmanuel Emenike  | 10 tháng 5, 1987 (27 tuổi)  | 23      | Fenerbahçe         |
| 10 | TV | John Obi Mikel    | 22 tháng 4, 1987 (27 tuổi)  | 59      | Chelsea            |
| 11 | TV | Victor Moses      | 12 tháng 12, 1990 (23 tuổi) | 22      | Liverpool          |
| 12 | HV | Kunle Odunlami    | 5 tháng 3, 1990 (24 tuổi)   | 11      | Sunshine Stars     |
| 13 | HV | Juwon Oshaniwa    | 14 tháng 9, 1990 (23 tuổi)  | 10      | Ashdod             |
| 14 | HV | Godfrey Oboabona  | 16 tháng 8, 1990 (23 tuổi)  | 35      | Çaykur Rizespor    |
| 15 | TV | Ramon Azeez       | 12 tháng 12, 1992 (21 tuổi) | 2       | Almería            |
| 16 | TM | Austin Ejide      | 8 tháng 4, 1984 (30 tuổi)   | 31      | Hapoel Be'er Sheva |
| 17 | TV | Ogenyi Onazi      | 25 tháng 12, 1992 (21 tuổi) | 21      | Lazio              |
| 18 | TV | Michael Babatunde | 24 tháng 12, 1992 (21 tuổi) | 5       | Volyn Lutsk        |
| 19 | TĐ | Uche Nwofor       | 17 tháng 9, 1991 (22 tuổi)  | 6       | Heerenveen         |
| 20 | TĐ | Michael Uchebo    | 2 tháng 2, 1990 (24 tuổi)   | 4       | Cercle Brugge      |
| 21 | TM | Chigozie Agbim    | 28 tháng 11, 1984 (29 tuổi) | 11      | Gombe United       |
| 22 | HV | Kenneth Omeruo    | 17 tháng 10, 1993 (20 tuổi) | 17      | Middlesbrough      |
| 23 | TĐ | Shola Ameobi      | 12 tháng 10, 1981 (32 tuổi) | 7       | Newcastle United   |

## Bảng G

### Đức
Huấn luyện viên trưởng:  Joachim Löw
| Số | Vt | Cầu thủ                | Ngày sinh (tuổi)            | Số trận | Câu lạc bộ               |
| -- | -- | ---------------------- | --------------------------- | ------- | ------------------------ |
| 1  | TM | Manuel Neuer           | 27 tháng 3, 1986 (28 tuổi)  | 45      | Bayern Munich            |
| 2  | HV | Kevin Großkreutz       | 19 tháng 7, 1988 (25 tuổi)  | 5       | Borussia Dortmund        |
| 3  | HV | Matthias Ginter        | 19 tháng 1, 1994 (20 tuổi)  | 2       | SC Freiburg              |
| 4  | HV | Benedikt Höwedes       | 29 tháng 2, 1988 (26 tuổi)  | 21      | Schalke 04               |
| 5  | HV | Mats Hummels           | 16 tháng 12, 1988 (25 tuổi) | 30      | Borussia Dortmund        |
| 6  | TV | Sami Khedira           | 4 tháng 4, 1987 (27 tuổi)   | 46      | Real Madrid              |
| 7  | TV | Bastian Schweinsteiger | 1 tháng 8, 1984 (29 tuổi)   | 102     | Bayern Munich            |
| 8  | TV | Mesut Özil             | 15 tháng 10, 1988 (25 tuổi) | 55      | Arsenal                  |
| 9  | TV | André Schürrle         | 6 tháng 11, 1990 (23 tuổi)  | 33      | Chelsea                  |
| 10 | TĐ | Lukas Podolski         | 4 tháng 6, 1985 (29 tuổi)   | 114     | Arsenal                  |
| 11 | TĐ | Miroslav Klose         | 9 tháng 6, 1978 (36 tuổi)   | 132     | Lazio                    |
| 12 | TM | Ron-Robert Zieler      | 12 tháng 2, 1989 (25 tuổi)  | 3       | Hannover 96              |
| 13 | TV | Thomas Müller          | 13 tháng 9, 1989 (24 tuổi)  | 49      | Bayern Munich            |
| 14 | TV | Julian Draxler         | 20 tháng 9, 1993 (20 tuổi)  | 11      | Schalke 04               |
| 15 | HV | Erik Durm              | 12 tháng 5, 1992 (22 tuổi)  | 1       | Borussia Dortmund        |
| 16 | HV | Philipp Lahm (c)       | 11 tháng 11, 1983 (30 tuổi) | 106     | Bayern Munich            |
| 17 | HV | Per Mertesacker        | 29 tháng 9, 1984 (29 tuổi)  | 98      | Arsenal                  |
| 18 | TV | Toni Kroos             | 4 tháng 1, 1990 (24 tuổi)   | 44      | Bayern Munich            |
| 19 | TV | Mario Götze            | 3 tháng 6, 1992 (22 tuổi)   | 29      | Bayern Munich            |
| 20 | HV | Jérôme Boateng         | 3 tháng 9, 1988 (25 tuổi)   | 39      | Bayern Munich            |
| 21 | HV | Shkodran Mustafi       | 17 tháng 4, 1992 (22 tuổi)  | 1       | Sampdoria                |
| 22 | TM | Roman Weidenfeller     | 6 tháng 8, 1980 (33 tuổi)   | 3       | Borussia Dortmund        |
| 23 | TV | Christoph Kramer       | 12 tháng 2, 1991 (23 tuổi)  | 2       | Borussia Mönchengladbach |

### Ghana
Huấn luyện viên trưởng:  James Kwesi Appiah
| Số | Vt | Cầu thủ                | Ngày sinh (tuổi)            | Số trận | Câu lạc bộ        |
| -- | -- | ---------------------- | --------------------------- | ------- | ----------------- |
| 1  | TM | Stephen Adams          | 28 tháng 9, 1989 (24 tuổi)  | 7       | Aduana Stars      |
| 2  | HV | Samuel Inkoom          | 1 tháng 6, 1989 (25 tuổi)   | 46      | Platanias         |
| 3  | TĐ | Asamoah Gyan (c)       | 22 tháng 11, 1985 (28 tuổi) | 79      | Al-Ain            |
| 4  | HV | Daniel Opare           | 18 tháng 10, 1990 (23 tuổi) | 16      | Standard Liège    |
| 5  | TV | Michael Essien         | 3 tháng 12, 1982 (31 tuổi)  | 57      | Milan             |
| 6  | TV | Afriyie Acquah         | 5 tháng 1, 1992 (22 tuổi)   | 5       | Parma             |
| 7  | TV | Christian Atsu         | 10 tháng 1, 1992 (22 tuổi)  | 23      | Vitesse           |
| 8  | TV | Emmanuel Agyemang-Badu | 2 tháng 12, 1990 (23 tuổi)  | 49      | Udinese           |
| 9  | TĐ | Kevin-Prince Boateng   | 6 tháng 3, 1987 (27 tuổi)   | 13      | Schalke 04        |
| 10 | TV | André Ayew             | 17 tháng 12, 1989 (24 tuổi) | 49      | Marseille         |
| 11 | TV | Sulley Muntari         | 27 tháng 8, 1984 (29 tuổi)  | 82      | Milan             |
| 12 | TM | Adam Kwarasey          | 12 tháng 12, 1987 (26 tuổi) | 21      | Strømsgodset      |
| 13 | TĐ | Jordan Ayew            | 11 tháng 9, 1991 (22 tuổi)  | 13      | Sochaux           |
| 14 | TV | Albert Adomah          | 13 tháng 12, 1987 (26 tuổi) | 15      | Middlesbrough     |
| 15 | HV | Rashid Sumaila         | 18 tháng 12, 1992 (21 tuổi) | 6       | Mamelodi Sundowns |
| 16 | TM | Fatau Dauda            | 6 tháng 4, 1985 (29 tuổi)   | 18      | Orlando Pirates   |
| 17 | TV | Mohammed Rabiu         | 31 tháng 12, 1989 (24 tuổi) | 17      | Kuban Krasnodar   |
| 18 | TĐ | Majeed Waris           | 19 tháng 9, 1991 (22 tuổi)  | 13      | Valenciennes      |
| 19 | HV | Jonathan Mensah        | 13 tháng 7, 1990 (23 tuổi)  | 27      | Évian             |
| 20 | TV | Kwadwo Asamoah         | 9 tháng 12, 1988 (25 tuổi)  | 62      | Juventus          |
| 21 | HV | John Boye              | 23 tháng 4, 1987 (27 tuổi)  | 30      | Rennes            |
| 22 | TV | Wakaso Mubarak         | 25 tháng 7, 1990 (23 tuổi)  | 17      | Rubin Kazan       |
| 23 | HV | Harrison Afful         | 24 tháng 6, 1986 (27 tuổi)  | 41      | Espérance         |

### Bồ Đào Nha
Huấn luyện viên trưởng:  Paulo Bento
| Số | Vt | Cầu thủ               | Ngày sinh (tuổi)            | Số trận | Câu lạc bộ             |
| -- | -- | --------------------- | --------------------------- | ------- | ---------------------- |
| 1  | TM | Eduardo               | 19 tháng 9, 1982 (31 tuổi)  | 34      | Braga                  |
| 2  | HV | Bruno Alves           | 27 tháng 11, 1981 (32 tuổi) | 72      | Fenerbahçe             |
| 3  | HV | Pepe                  | 26 tháng 2, 1983 (31 tuổi)  | 58      | Real Madrid            |
| 4  | TV | Miguel Veloso         | 11 tháng 5, 1986 (28 tuổi)  | 49      | Dynamo Kyiv            |
| 5  | HV | Fábio Coentrão        | 11 tháng 3, 1988 (26 tuổi)  | 45      | Real Madrid            |
| 6  | TV | William Carvalho      | 7 tháng 4, 1992 (22 tuổi)   | 4       | Sporting CP            |
| 7  | TĐ | Cristiano Ronaldo (c) | 5 tháng 2, 1985 (29 tuổi)   | 111     | Real Madrid            |
| 8  | TV | João Moutinho         | 8 tháng 9, 1986 (27 tuổi)   | 68      | AS Monaco              |
| 9  | TĐ | Hugo Almeida          | 23 tháng 5, 1984 (30 tuổi)  | 55      | Beşiktaş               |
| 10 | TV | Vieirinha             | 24 tháng 1, 1986 (28 tuổi)  | 9       | VfL Wolfsburg          |
| 11 | TĐ | Éder                  | 22 tháng 12, 1987 (26 tuổi) | 8       | Braga                  |
| 12 | TM | Rui Patrício          | 15 tháng 2, 1988 (26 tuổi)  | 30      | Sporting CP            |
| 13 | HV | Ricardo Costa         | 16 tháng 5, 1981 (33 tuổi)  | 19      | Valencia               |
| 14 | HV | Luís Neto             | 26 tháng 5, 1988 (26 tuổi)  | 9       | Zenit Saint Petersburg |
| 15 | TV | Rafa Silva            | 17 tháng 5, 1993 (21 tuổi)  | 3       | Braga                  |
| 16 | TV | Raul Meireles         | 17 tháng 3, 1983 (31 tuổi)  | 74      | Fenerbahçe             |
| 17 | TV | Nani                  | 17 tháng 11, 1986 (27 tuổi) | 75      | Manchester United      |
| 18 | TV | Silvestre Varela      | 2 tháng 2, 1985 (29 tuổi)   | 24      | Porto                  |
| 19 | HV | André Almeida         | 10 tháng 9, 1990 (23 tuổi)  | 5       | Benfica                |
| 20 | TV | Rúben Amorim          | 27 tháng 1, 1985 (29 tuổi)  | 13      | Benfica                |
| 21 | HV | João Pereira          | 25 tháng 2, 1984 (30 tuổi)  | 36      | Valencia               |
| 22 | TM | Beto                  | 1 tháng 5, 1982 (32 tuổi)   | 7       | Sevilla                |
| 23 | TĐ | Hélder Postiga        | 2 tháng 8, 1982 (31 tuổi)   | 69      | Lazio                  |

### Hoa Kỳ
Huấn luyện viên trưởng:  Jürgen Klinsmann
| Số | Vt | Cầu thủ           | Ngày sinh (tuổi)            | Số trận | Câu lạc bộ           |
| -- | -- | ----------------- | --------------------------- | ------- | -------------------- |
| 1  | TM | Tim Howard        | 6 tháng 3, 1979 (35 tuổi)   | 100     | Everton              |
| 2  | HV | DeAndre Yedlin    | 9 tháng 7, 1993 (20 tuổi)   | 4       | Seattle Sounders FC  |
| 3  | HV | Omar Gonzalez     | 11 tháng 10, 1988 (25 tuổi) | 20      | Los Angeles Galaxy   |
| 4  | TV | Michael Bradley   | 31 tháng 7, 1987 (26 tuổi)  | 86      | Toronto FC           |
| 5  | HV | Matt Besler       | 11 tháng 2, 1987 (27 tuổi)  | 17      | Sporting Kansas City |
| 6  | HV | John Brooks       | 28 tháng 1, 1993 (21 tuổi)  | 4       | Hertha BSC           |
| 7  | HV | DaMarcus Beasley  | 24 tháng 5, 1982 (32 tuổi)  | 116     | Puebla               |
| 8  | TĐ | Clint Dempsey (c) | 9 tháng 3, 1983 (31 tuổi)   | 105     | Seattle Sounders FC  |
| 9  | TĐ | Aron Jóhannsson   | 10 tháng 11, 1990 (23 tuổi) | 8       | AZ                   |
| 10 | TV | Mikkel Diskerud   | 2 tháng 10, 1990 (23 tuổi)  | 20      | Rosenborg            |
| 11 | TV | Alejandro Bedoya  | 29 tháng 4, 1987 (27 tuổi)  | 28      | Nantes               |
| 12 | TM | Brad Guzan        | 9 tháng 9, 1984 (29 tuổi)   | 25      | Aston Villa          |
| 13 | TV | Jermaine Jones    | 3 tháng 11, 1981 (32 tuổi)  | 42      | Beşiktaş             |
| 14 | TV | Brad Davis        | 8 tháng 11, 1981 (32 tuổi)  | 16      | Houston Dynamo       |
| 15 | TV | Kyle Beckerman    | 23 tháng 4, 1982 (32 tuổi)  | 37      | Real Salt Lake       |
| 16 | TV | Julian Green      | 6 tháng 6, 1995 (19 tuổi)   | 2       | Bayern Munich        |
| 17 | TĐ | Jozy Altidore     | 6 tháng 11, 1989 (24 tuổi)  | 70      | Sunderland           |
| 18 | TĐ | Chris Wondolowski | 28 tháng 1, 1983 (31 tuổi)  | 21      | San Jose Earthquakes |
| 19 | TV | Graham Zusi       | 18 tháng 8, 1986 (27 tuổi)  | 23      | Sporting Kansas City |
| 20 | HV | Geoff Cameron     | 11 tháng 7, 1985 (28 tuổi)  | 27      | Stoke City           |
| 21 | HV | Timothy Chandler  | 29 tháng 3, 1990 (24 tuổi)  | 13      | 1. FC Nürnberg       |
| 22 | TM | Nick Rimando      | 17 tháng 6, 1979 (34 tuổi)  | 14      | Real Salt Lake       |
| 23 | HV | Fabian Johnson    | 11 tháng 12, 1987 (26 tuổi) | 22      | 1899 Hoffenheim      |

## Bảng H

### Algeria
Huấn luyện viên trưởng:  Vahid Halilhodžić
| Số | Vt | Cầu thủ                    | Ngày sinh (tuổi)            | Số trận | Câu lạc bộ        |
| -- | -- | -------------------------- | --------------------------- | ------- | ----------------- |
| 1  | TM | Cédric Si Mohamed          | 9 tháng 1, 1985 (29 tuổi)   | 1       | CS Constantine    |
| 2  | HV | Madjid Bougherra (c)       | 7 tháng 10, 1982 (31 tuổi)  | 62      | Lekhwiya          |
| 3  | HV | Faouzi Ghoulam             | 1 tháng 2, 1991 (23 tuổi)   | 6       | Napoli            |
| 4  | HV | Essaïd Belkalem            | 1 tháng 1, 1989 (25 tuổi)   | 13      | Watford           |
| 5  | HV | Rafik Halliche             | 2 tháng 9, 1986 (27 tuổi)   | 29      | Académica         |
| 6  | HV | Djamel Mesbah              | 9 tháng 10, 1984 (29 tuổi)  | 26      | Livorno           |
| 7  | TV | Hassan Yebda               | 14 tháng 5, 1984 (30 tuổi)  | 25      | Udinese           |
| 8  | TV | Medhi Lacen                | 15 tháng 5, 1984 (30 tuổi)  | 30      | Getafe            |
| 9  | TĐ | Nabil Ghilas               | 20 tháng 4, 1990 (24 tuổi)  | 5       | Porto             |
| 10 | TV | Sofiane Feghouli           | 26 tháng 12, 1989 (24 tuổi) | 19      | Valencia          |
| 11 | TV | Yacine Brahimi             | 8 tháng 2, 1990 (24 tuổi)   | 6       | Granada           |
| 12 | HV | Carl Medjani               | 15 tháng 5, 1985 (29 tuổi)  | 26      | Valenciennes      |
| 13 | TĐ | Islam Slimani              | 18 tháng 6, 1988 (25 tuổi)  | 20      | Sporting CP       |
| 14 | TV | Nabil Bentaleb             | 24 tháng 11, 1994 (19 tuổi) | 3       | Tottenham Hotspur |
| 15 | TĐ | El Arbi Hillel Soudani     | 25 tháng 11, 1987 (26 tuổi) | 22      | Dinamo Zagreb     |
| 16 | TM | Mohamed Zemmamouche        | 19 tháng 3, 1985 (29 tuổi)  | 7       | USM Alger         |
| 17 | HV | Liassine Cadamuro-Bentaïba | 5 tháng 3, 1988 (26 tuổi)   | 7       | Mallorca          |
| 18 | TV | Abdelmoumene Djabou        | 31 tháng 1, 1987 (27 tuổi)  | 8       | Club Africain     |
| 19 | TV | Saphir Taïder              | 29 tháng 2, 1992 (22 tuổi)  | 11      | Internazionale    |
| 20 | HV | Aïssa Mandi                | 22 tháng 10, 1991 (22 tuổi) | 2       | Reims             |
| 21 | TV | Riyad Mahrez               | 21 tháng 2, 1991 (23 tuổi)  | 2       | Leicester City    |
| 22 | TV | Mehdi Mostefa              | 30 tháng 8, 1983 (30 tuổi)  | 23      | Ajaccio           |
| 23 | TM | Raïs M'Bolhi               | 25 tháng 4, 1986 (28 tuổi)  | 28      | CSKA Sofia        |

### Bỉ
Huấn luyện viên trưởng:  Marc Wilmots
| Số | Vt | Cầu thủ              | Ngày sinh (tuổi)            | Số trận | Câu lạc bộ             |
| -- | -- | -------------------- | --------------------------- | ------- | ---------------------- |
| 1  | TM | Thibaut Courtois     | 11 tháng 5, 1992 (22 tuổi)  | 17      | Atlético Madrid        |
| 2  | HV | Toby Alderweireld    | 2 tháng 3, 1989 (25 tuổi)   | 34      | Atlético Madrid        |
| 3  | HV | Thomas Vermaelen     | 14 tháng 11, 1985 (28 tuổi) | 47      | Arsenal                |
| 4  | HV | Vincent Kompany (c)  | 10 tháng 4, 1986 (28 tuổi)  | 59      | Manchester City        |
| 5  | HV | Jan Vertonghen       | 24 tháng 4, 1987 (27 tuổi)  | 56      | Tottenham Hotspur      |
| 6  | TV | Axel Witsel          | 12 tháng 1, 1989 (25 tuổi)  | 48      | Zenit Saint Petersburg |
| 7  | TV | Kevin De Bruyne      | 28 tháng 6, 1991 (22 tuổi)  | 21      | VfL Wolfsburg          |
| 8  | TV | Marouane Fellaini    | 22 tháng 11, 1987 (26 tuổi) | 50      | Manchester United      |
| 9  | TĐ | Romelu Lukaku        | 13 tháng 5, 1993 (21 tuổi)  | 29      | Everton                |
| 10 | TV | Eden Hazard          | 7 tháng 1, 1991 (23 tuổi)   | 45      | Chelsea                |
| 11 | TV | Kevin Mirallas       | 5 tháng 10, 1987 (26 tuổi)  | 44      | Everton                |
| 12 | TM | Simon Mignolet       | 6 tháng 8, 1988 (25 tuổi)   | 14      | Liverpool              |
| 13 | TM | Sammy Bossut         | 11 tháng 8, 1985 (28 tuổi)  | 0       | Zulte Waregem          |
| 14 | TĐ | Dries Mertens        | 6 tháng 5, 1987 (27 tuổi)   | 25      | Napoli                 |
| 15 | HV | Daniel Van Buyten    | 7 tháng 2, 1978 (36 tuổi)   | 79      | Bayern Munich          |
| 16 | TV | Steven Defour        | 15 tháng 4, 1988 (26 tuổi)  | 43      | Porto                  |
| 17 | TĐ | Divock Origi         | 18 tháng 4, 1995 (19 tuổi)  | 2       | Lille                  |
| 18 | HV | Nicolas Lombaerts    | 20 tháng 3, 1985 (29 tuổi)  | 25      | Zenit Saint Petersburg |
| 19 | TV | Mousa Dembélé        | 16 tháng 7, 1987 (26 tuổi)  | 57      | Tottenham Hotspur      |
| 20 | TV | Adnan Januzaj        | 5 tháng 2, 1995 (19 tuổi)   | 1       | Manchester United      |
| 21 | HV | Anthony Vanden Borre | 24 tháng 10, 1987 (26 tuổi) | 25      | Anderlecht             |
| 22 | TV | Nacer Chadli         | 2 tháng 10, 1989 (24 tuổi)  | 20      | Tottenham Hotspur      |
| 23 | HV | Laurent Ciman        | 5 tháng 8, 1985 (28 tuổi)   | 8       | Standard Liège         |

### Nga
Huấn luyện viên trưởng:  Fabio Capello
| Số | Vt | Cầu thủ               | Ngày sinh (tuổi)            | Số trận | Câu lạc bộ             |
| -- | -- | --------------------- | --------------------------- | ------- | ---------------------- |
| 1  | TM | Igor Akinfeev         | 8 tháng 4, 1986 (28 tuổi)   | 68      | CSKA Moscow            |
| 2  | HV | Aleksei Kozlov        | 16 tháng 11, 1986 (27 tuổi) | 11      | Dinamo Moskva          |
| 3  | HV | Georgi Shchennikov    | 27 tháng 4, 1991 (23 tuổi)  | 4       | CSKA Moscow            |
| 4  | HV | Sergei Ignashevich    | 14 tháng 7, 1979 (34 tuổi)  | 96      | CSKA Moscow            |
| 5  | HV | Andrei Semyonov       | 24 tháng 3, 1989 (25 tuổi)  | 1       | Terek Grozny           |
| 6  | TĐ | Maksim Kanunnikov     | 14 tháng 7, 1991 (22 tuổi)  | 2       | Rubin Kazan            |
| 7  | TV | Igor Denisov          | 17 tháng 5, 1984 (30 tuổi)  | 43      | Dinamo Moskva          |
| 8  | TV | Denis Glushakov       | 27 tháng 1, 1987 (27 tuổi)  | 26      | Spartak Moscow         |
| 9  | TĐ | Aleksandr Kokorin     | 19 tháng 3, 1991 (23 tuổi)  | 21      | Dinamo Moskva          |
| 10 | TV | Alan Dzagoev          | 17 tháng 6, 1990 (23 tuổi)  | 32      | CSKA Moscow            |
| 11 | TĐ | Aleksandr Kerzhakov   | 27 tháng 11, 1982 (31 tuổi) | 80      | Zenit Saint Petersburg |
| 12 | TM | Yuri Lodygin          | 26 tháng 5, 1990 (24 tuổi)  | 3       | Zenit Saint Petersburg |
| 13 | HV | Vladimir Granat       | 22 tháng 5, 1987 (27 tuổi)  | 5       | Dinamo Moskva          |
| 14 | HV | Vasili Berezutski (c) | 20 tháng 6, 1982 (31 tuổi)  | 78      | CSKA Moscow            |
| 15 | TV | Pavel Mogilevets      | 25 tháng 1, 1993 (21 tuổi)  | 1       | Rubin Kazan            |
| 16 | TM | Sergey Ryzhikov       | 19 tháng 9, 1980 (33 tuổi)  | 1       | Rubin Kazan            |
| 17 | TV | Oleg Shatov           | 29 tháng 7, 1990 (23 tuổi)  | 7       | Zenit Saint Petersburg |
| 18 | TĐ | Yuri Zhirkov          | 20 tháng 8, 1983 (30 tuổi)  | 60      | Dinamo Moskva          |
| 19 | TĐ | Aleksandr Samedov     | 19 tháng 7, 1984 (29 tuổi)  | 17      | Lokomotiv Moscow       |
| 20 | TV | Viktor Fayzulin       | 22 tháng 4, 1986 (28 tuổi)  | 19      | Zenit Saint Petersburg |
| 21 | TĐ | Aleksei Ionov         | 18 tháng 2, 1989 (25 tuổi)  | 5       | Dinamo Moskva          |
| 22 | HV | Andrey Yeshchenko     | 9 tháng 2, 1984 (30 tuổi)   | 12      | Anzhi Makhachkala      |
| 23 | HV | Dmitri Kombarov       | 22 tháng 1, 1987 (27 tuổi)  | 22      | Spartak Moscow         |

### Hàn Quốc
Huấn luyện viên trưởng:  Hong Myung-Bo
| Số | Vt | Cầu thủ          | Ngày sinh (tuổi)            | Số trận | Câu lạc bộ           |
| -- | -- | ---------------- | --------------------------- | ------- | -------------------- |
| 1  | TM | Jung Sung-ryong  | 4 tháng 1, 1985 (29 tuổi)   | 61      | Suwon Bluewings      |
| 2  | HV | Kim Chang-soo    | 12 tháng 9, 1985 (28 tuổi)  | 9       | Kashiwa Reysol       |
| 3  | HV | Yun Suk-young    | 13 tháng 2, 1990 (24 tuổi)  | 4       | Queens Park Rangers  |
| 4  | HV | Kwak Tae-hwi     | 8 tháng 7, 1981 (32 tuổi)   | 35      | Al-Hilal             |
| 5  | HV | Kim Young-gwon   | 27 tháng 2, 1990 (24 tuổi)  | 21      | Guangzhou Evergrande |
| 6  | HV | Hwang Seok-ho    | 27 tháng 6, 1989 (24 tuổi)  | 3       | Sanfrecce Hiroshima  |
| 7  | TV | Kim Bo-kyung     | 6 tháng 10, 1989 (24 tuổi)  | 28      | Cardiff City         |
| 8  | TV | Ha Dae-sung      | 2 tháng 3, 1985 (29 tuổi)   | 13      | Beijing Guoan        |
| 9  | TĐ | Son Heung-min    | 8 tháng 7, 1992 (21 tuổi)   | 25      | Bayer Leverkusen     |
| 10 | TĐ | Park Chu-young   | 10 tháng 7, 1985 (28 tuổi)  | 64      | Watford              |
| 11 | TĐ | Lee Keun-ho      | 11 tháng 4, 1985 (29 tuổi)  | 63      | Sangju Sangmu        |
| 12 | HV | Lee Yong         | 24 tháng 12, 1986 (27 tuổi) | 12      | Ulsan Hyundai        |
| 13 | TV | Koo Ja-cheol (c) | 27 tháng 2, 1989 (25 tuổi)  | 37      | Mainz 05             |
| 14 | TV | Han Kook-young   | 19 tháng 4, 1990 (24 tuổi)  | 10      | Kashiwa Reysol       |
| 15 | TV | Park Jong-woo    | 10 tháng 3, 1989 (25 tuổi)  | 10      | Guangzhou R&F        |
| 16 | TV | Ki Sung-yueng    | 24 tháng 1, 1989 (25 tuổi)  | 58      | Sunderland           |
| 17 | TV | Lee Chung-yong   | 2 tháng 7, 1988 (25 tuổi)   | 55      | Bolton Wanderers     |
| 18 | TĐ | Kim Shin-wook    | 14 tháng 4, 1988 (26 tuổi)  | 27      | Ulsan Hyundai        |
| 19 | TĐ | Ji Dong-won      | 28 tháng 5, 1991 (23 tuổi)  | 28      | FC Augsburg          |
| 20 | HV | Hong Jeong-ho    | 12 tháng 8, 1989 (24 tuổi)  | 25      | FC Augsburg          |
| 21 | TM | Kim Seung-gyu    | 30 tháng 9, 1990 (23 tuổi)  | 5       | Ulsan Hyundai        |
| 22 | HV | Park Joo-ho      | 16 tháng 1, 1987 (27 tuổi)  | 14      | Mainz 05             |
| 23 | TM | Lee Bum-young    | 2 tháng 4, 1989 (25 tuổi)   | 0       | Busan IPark          |